# Annoux
Pour les articles homonymes, voir Annoux (homonymie).
Annoux est une petite commune française rurale située dans le département de l'Yonne en région Bourgogne-Franche-Comté, au sommet d'un plateau, entourée de champs, eux-mêmes entourés de forêts. Annoux fait partie de la communauté de communes du Serein. Sa fête patronale est le jour de la Saint Jean.
Si par le passé, l'agriculture et les bois furent les principales sources de revenus des habitants, il leur faut désormais, pour la majorité, aller travailler dans les villes avoisinantes. Il ne reste que le Vieux Château du XIIIe siècle comme trace du passé médiéval du village, la majorité des habitations actuelles (en pierre de taille) datant des XVIIIe et XIXe siècles.
La base Mérimée du ministère de la Culture recense  17 constructions ou monuments intéressants, même si ces derniers ne sont pas inscrits au titre des monuments historiques.

## Géographie

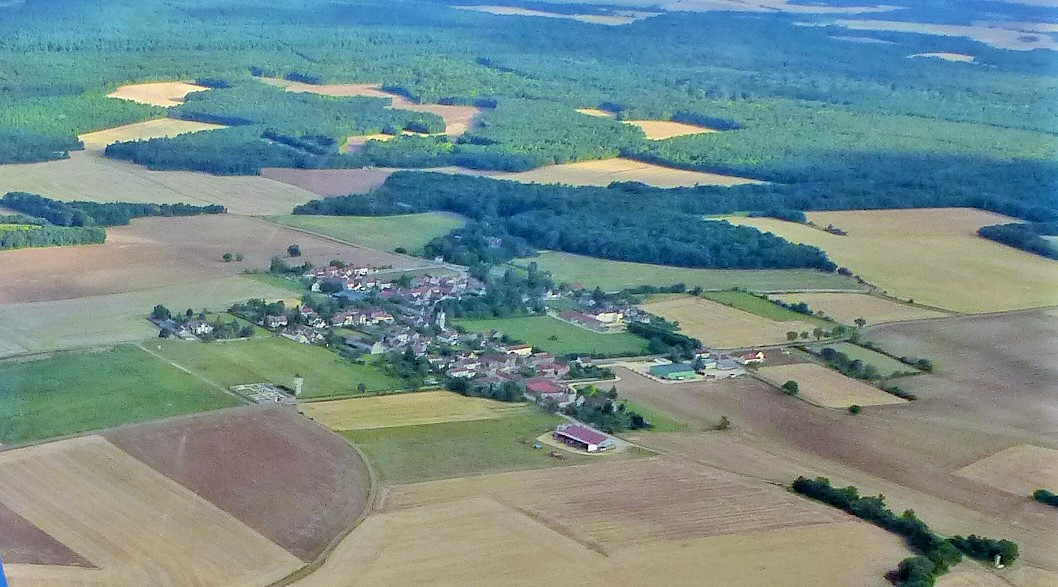
Vue aérienne d'Annoux.

Annoux est située sur les confins, à peu près sud, du Grand Plateau du Tonnerrois. Il se trouve en position nettement dominante de ce même plateau secondaire. L'agglomération est à l'écart de la vallée du Serein et aussi d'une « fausse vallée »  qui passe entre Annoux et Châtel-Gérard, partant de Marmeaux sinon de plus loin.
Le territoire communal, d'une étendue de 897 hectares environ, est compris dans une ceinture de bois (dont 234 hectares se trouvent sur son sol).

### Géologie et relief, hydrographie

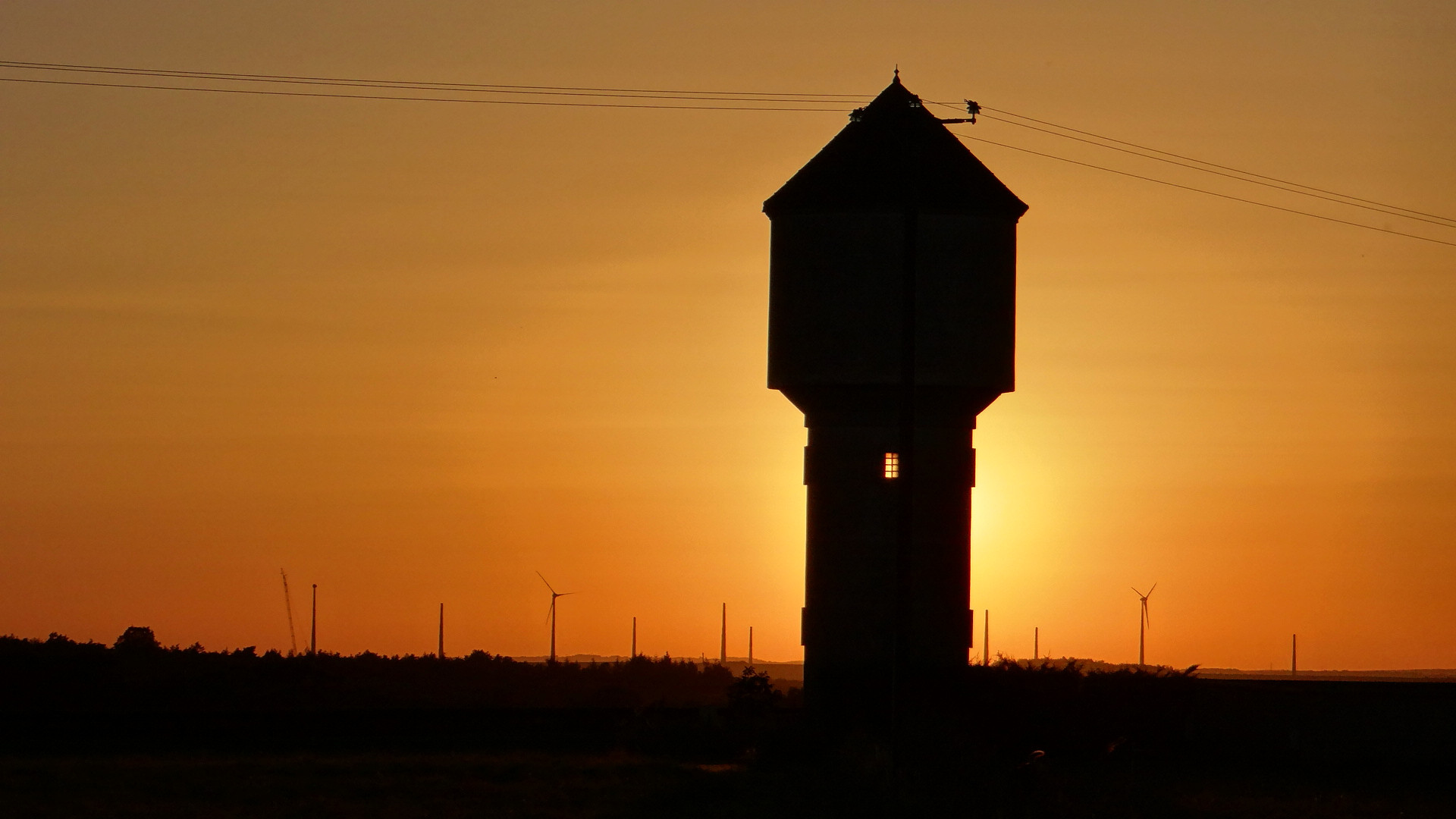
Château d'eau.

Le territoire communal est constitué d'un plateau sec et relativement maigre, reposant sur un massif calcaire jurassique de la « Grande Colithe », formation empâtant une quantité innombrable de petits globules blancs sphériques. Ce banc calcaire fait au moins 80 à 115 m d'épaisseur (constatée lors de forage pour la recherche d'eau potable).
Le plateau est en pente dégradante légère de toutes parts, à la sortie du village qui domine la plaine, allant de l'altitude 332 mètres environ et au point le plus bas à 250 mètres.
Il n’existe plus aucune source à Annoux, même s'il en existait une petite par le passé (un état daté de 1785 en atteste). Les habitants n'avaient que des citernes pour leur usage, lesquelles entretenues avec soin, recevaient l'eau de pluie tombant des toitures. Des travaux  d'adduction d'eau menés par le syndicat intercommunal furent conduits en 1966. L'eau venue des sources de Grimault est amenée au château d'eau construit près du cimetière.

### Voies de communication et transports

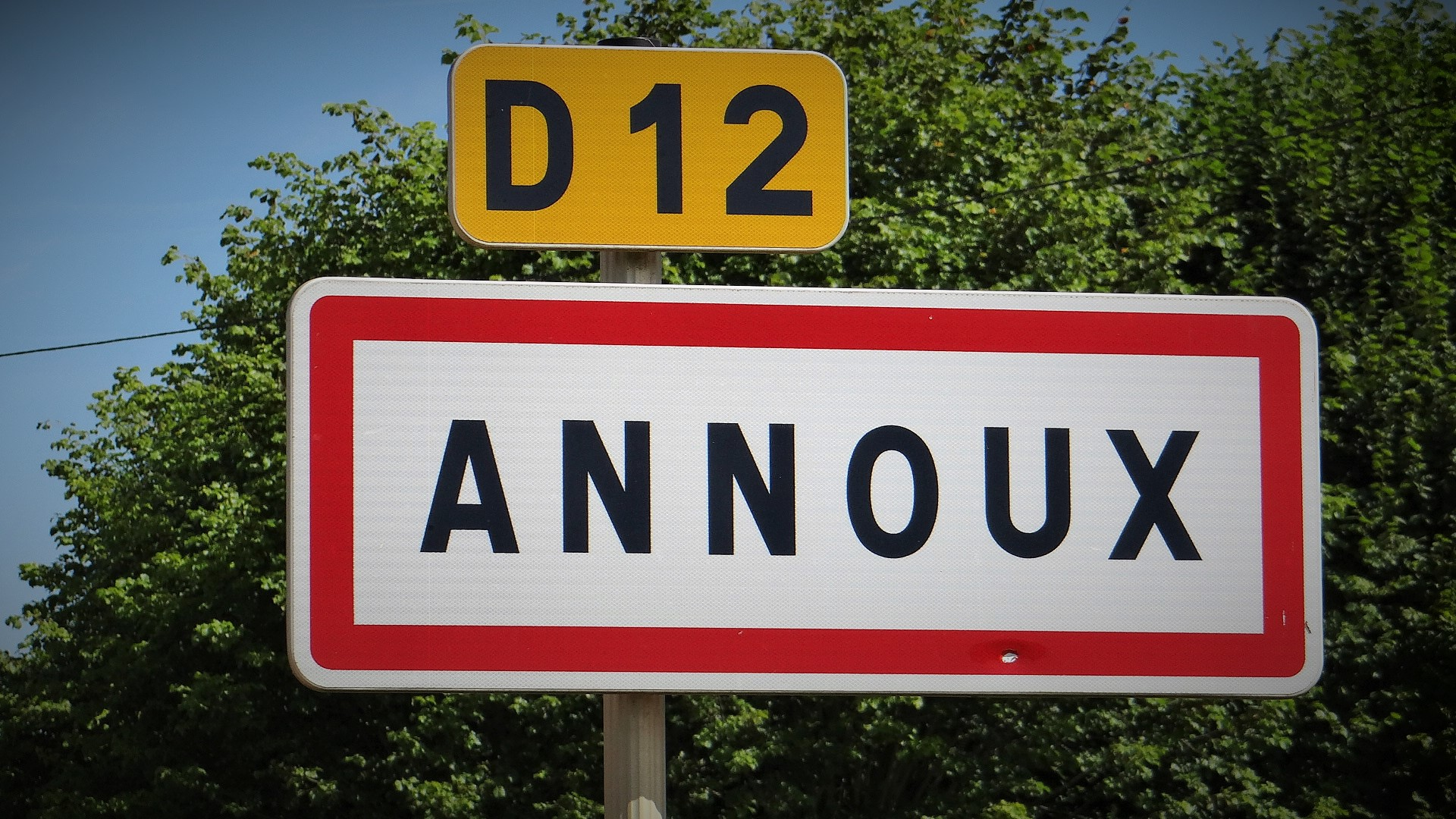
Départementale 12.

L'axe principal traversant Annoux est la départementale 12 conduisant d'une part à L'Isle-sur-Serein et d'autre part à Sarry. Le second axe en termes de densité de circulation est l'axe Tormancy (village de la commune de Massangis) (D 312) à Châtel-Gérard (D 68). Les routes menant à Thizy, Blacy et Civry (village de la commune de Massangis) sont des routes nettement moins fréquentées et propices aux balades à vélo. Aucun transport en commun ne dessert Annoux, à l'exception des cars de ramassage scolaire.
L'entrée d'autoroute A6 la plus proche se trouve à Nitry à 16 km d'Annoux mettant Paris à 213 km. La gare SNCF la plus proche se trouve à 21 km à Avallon et la gare TGV la plus proche se trouve à 28 km à Montbard, à environ une heure de TGV de Paris.

### Climat
Pour des articles plus généraux, voir Climat de la Bourgogne-Franche-Comté et Climat de l'Yonne.
En 2010, le climat de la commune est de type climat des marges montargnardes, selon une étude du Centre national de la recherche scientifique s'appuyant sur une série de données couvrant la période 1971-2000. En 2020, Météo-France publie une typologie des climats de la France métropolitaine dans laquelle la commune est exposée à un climat océanique altéré et est dans la région climatique Lorraine, plateau de Langres, Morvan, caractérisée par un hiver rude (1,5 °C), des vents modérés et des brouillards fréquents en automne et hiver.
Pour la période 1971-2000, la température annuelle moyenne est de 10,4 °C, avec une amplitude thermique annuelle de 15,8 °C. Le cumul annuel moyen de précipitations est de 879 mm, avec 12,7 jours de précipitations en janvier et 8,4 jours en juillet. Pour la période 1991-2020, la température moyenne annuelle observée sur la station météorologique de Météo-France la plus proche, « Noyers_sapc », sur la commune de Noyers à 9 km à vol d'oiseau, est de 11,9 °C et le cumul annuel moyen de précipitations est de 785,9 mm. 
La température maximale relevée sur cette station est de 40,7 °C, atteinte le 24 juillet 2019 ; la température minimale est de −13,4 °C, atteinte le 7 février 2012,,.
Les paramètres climatiques de la commune ont été estimés pour le milieu du siècle (2041-2070) selon différents scénarios d'émission de gaz à effet de serre à partir des nouvelles projections climatiques de référence DRIAS-2020. Ils sont consultables sur un site dédié publié par Météo-France en novembre 2022.

## Urbanisme

### Typologie
Au 1er janvier 2024, Annoux est catégorisée commune rurale à habitat dispersé, selon la nouvelle grille communale de densité à sept niveaux définie par l'Insee en 2022.
Elle est située hors unité urbaine. Par ailleurs la commune fait partie de l'aire d'attraction d'Avallon, dont elle est une commune de la couronne,. Cette aire, qui regroupe 74 communes, est catégorisée dans les aires de moins de 50 000 habitants,.

### Occupation des sols
L'occupation des sols de la commune, telle qu'elle ressort de la base de données européenne d’occupation biophysique des sols Corine Land Cover (CLC), est marquée par l'importance des territoires agricoles (54,3 % en 2018), une proportion sensiblement équivalente à celle de 1990 (54,5 %). La répartition détaillée en 2018 est la suivante : 
terres arables (54,3 %), forêts (42,8 %), zones urbanisées (2,8 %). L'évolution de l’occupation des sols de la commune et de ses infrastructures peut être observée sur les différentes représentations cartographiques du territoire : la carte de Cassini (XVIIIe siècle), la carte d'état-major (1820-1866) et les cartes ou photos aériennes de l'IGN pour la période actuelle (1950 à aujourd'hui).

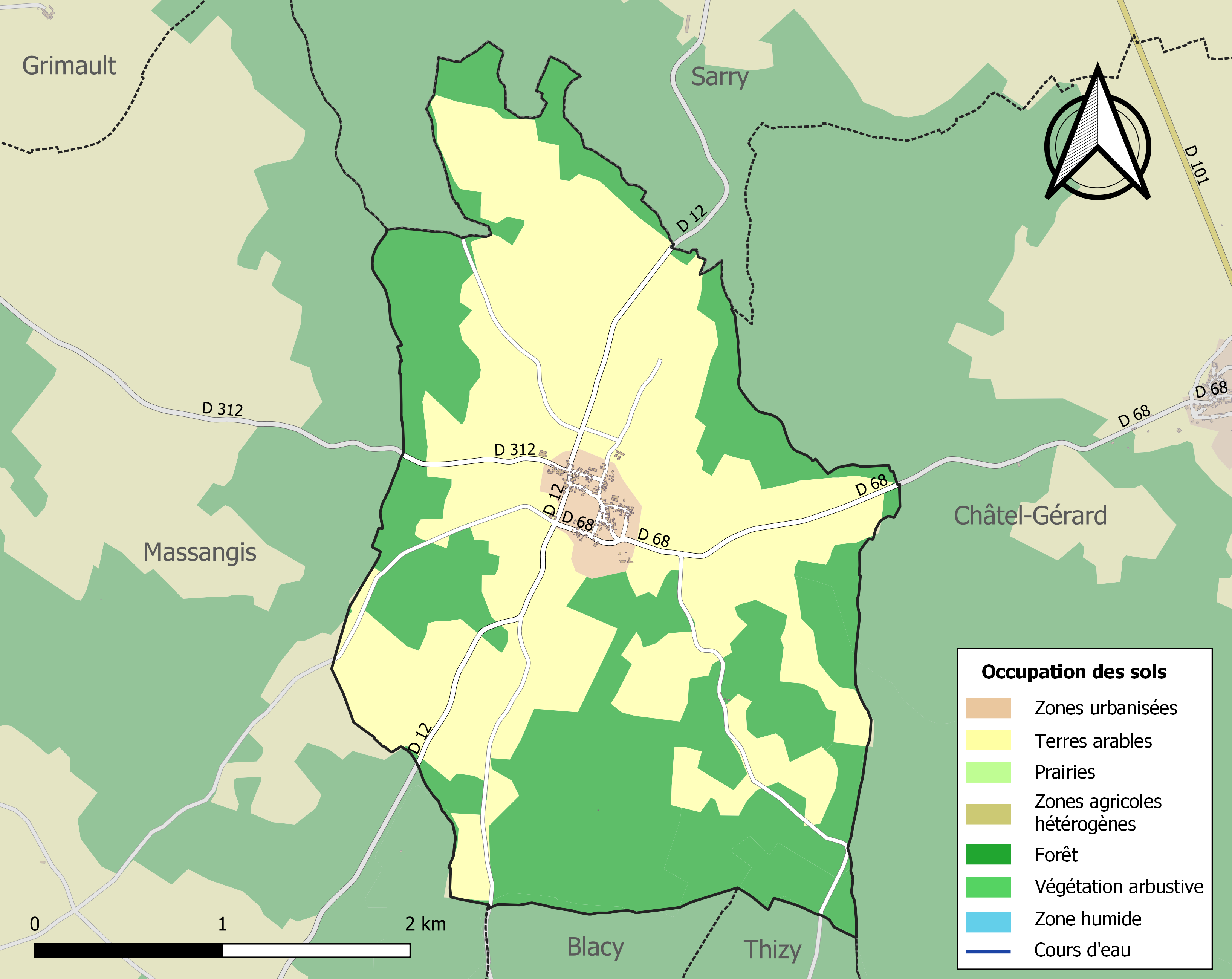
Carte des infrastructures et de l'occupation des sols de la commune en 2018 (CLC).

## Toponymie
Annoux (= Annotum au XVIe siècle) : peut dériver des termes du bas latin Annatia - Annacia - Annotinus... qui avaient le sens de « prestation annuelle » pour les serfs ou « droits de percevoir » sur les animaux d'un an. Au cours des âges, diverses orthographes se présentent comme Anot, Anaut, Annoult, Annault, et enfin la forme actuelle et définitive Annoux. Les habitants d'Annoux sont les Annouxois.

## Histoire
André-François Durand, chanoine honoraire, curé d'Annoux (1900-1985) a réalisé en 1974 un dossier sur les « faits d'histoire du village depuis 1300 à nos jours ». Ces travaux restent à ce jour les plus complets et le lecteur intéressé par une connaissance approfondie de l'histoire d'Annoux (avec de très nombreuses dates de mentionnées et de la généalogie des propriétaires du Vieux Château) pourra s'y référer. André-François Durand a trouvé la mention d'un seigneur à Annoux en 1219.

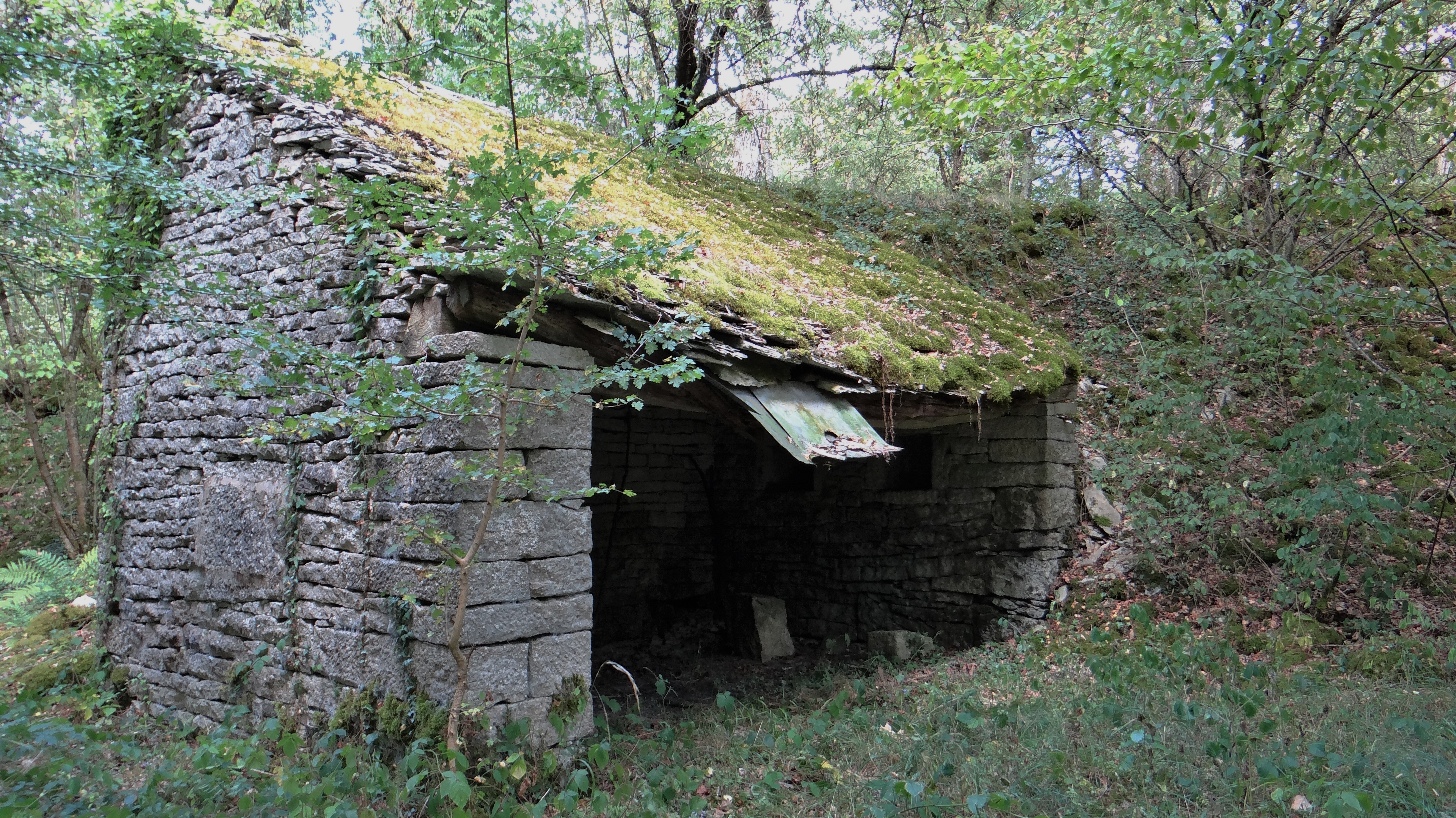
Ancien abri de carrier, Annoux.

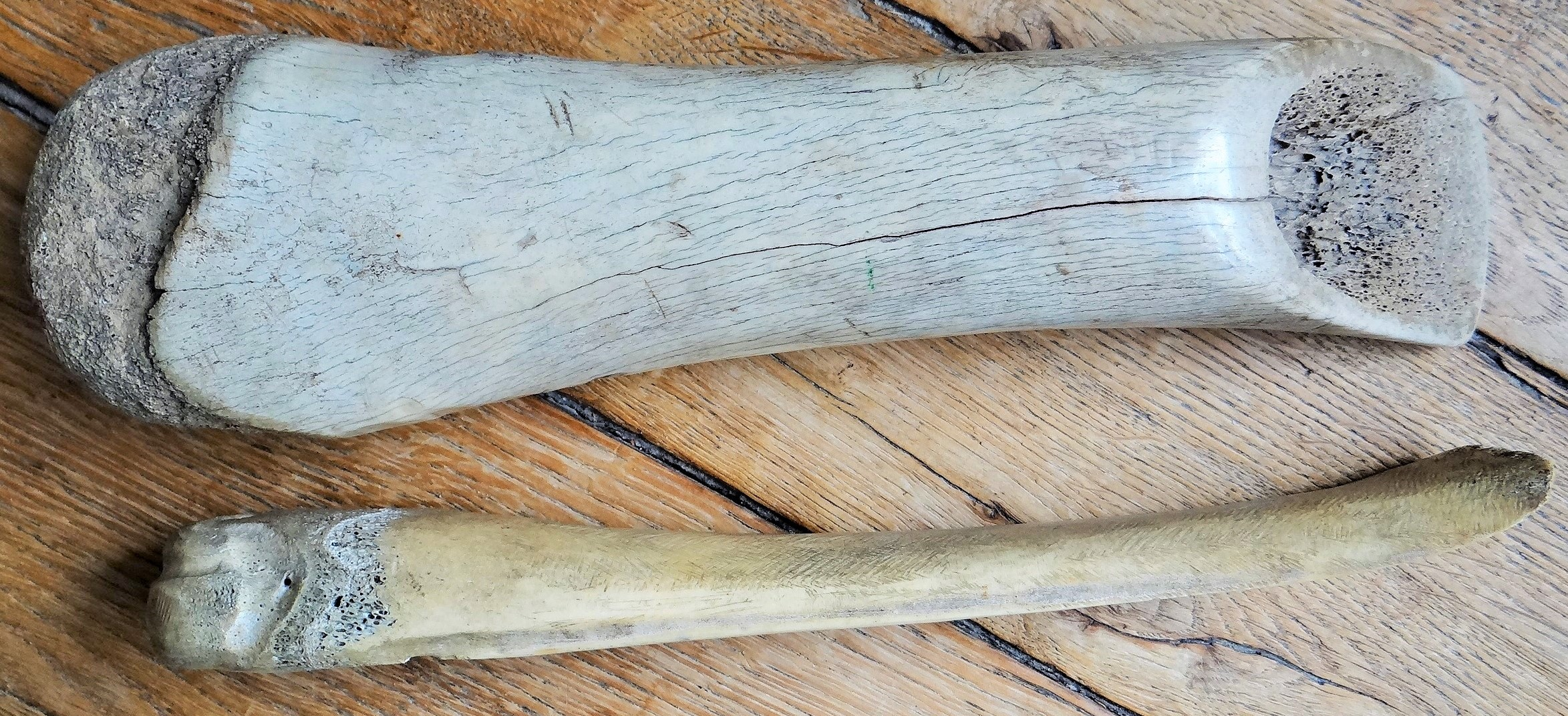
Écorçoirs retrouvés à Annoux.

Le vieux château d'allure féodale est une construction qui remonte fin XIIe siècle début XIIe siècle, relevant du donjon de Châtel-Gérard. De cette époque, il ne reste que le château. Les noms des différents châtelains depuis (XIIe siècle) sont mentionnés dans les travaux d'André-François Durand. Ces derniers exercent la justice dans toute l'étendue de la Châtellenie. Cependant, au Moyen Âge, Annoux dépendant du château de Châtel-Gérard, les habitants s'y retiraient en cas d'éminent péril  et donc devaient  participer aux corvées.
Les descendants de ce château médiéval le quittèrent au XIXe siècle pour s’installer au château moderne de La Garenne.
La maison d'Annoux, supposée la plus ancienne, est datée en fronton de fenêtre, de 1693, correspondant à la même année que celle mentionnée sur la pierre de fondation de l'église.
L'exploitation des carrières, pour la pierre de taille, commença début XVIIIe siècle. Un grand nombre de petites carrières étaient ouvertes à faible profondeur, servant à alimenter les fours à chaux mais également la construction des habitations. Des vestiges de ces carrières sont encore visibles route de Thizy.
Au XVIIIe siècle, la principale ressource des habitants est l'exploitation des bois, et en particulier l'écorce des arbres pour la livrer ensuite à l'industrie de la tannerie. Des habitants conservent de cette époque les écorçoirs réalisés en façonnant des tibias de chevaux.
La première mention sur les registres d'un recteur des écoles date de 1660 et l'enseignement populaire s'est poursuivi à Annoux jusqu'en 1973.

## Politique et administration

### Rattachements administratifs et électoraux
Commune faisant partie de la communauté de communes du Serein et du canton de Chablis (avant le redécoupage départemental de 2014, Annoux faisait partie de l'ex-canton de L'Isle-sur-Serein, ainsi que de l'ex -communauté de communes de la haute vallée du Serein).

### Liste des maires
| Période   | Période  | Identité              | Étiquette | Qualité     |
| --------- | -------- | --------------------- | --------- | ----------- |
| 1925      | 1959     | Charles-Arsène Piault | DVD       | Agriculteur |
| 1959      | 1989     | Gabriel Plain         |           | Agriculteur |
| 1989      | 2001     | Pierre Piault         |           | Agriculteur |
| 2001      | 2010     | Denys Royer           |           | Retraité    |
| 2010      | 2020     | Jacques Piault        | DVD       | Agriculteur |
| juin 2020 | En cours | Bruno Charmet         |           | Retraité    |

Source : Site du conseil général de l'Yonne

### Jumelage
La commune n'est jumelée à aucun village d'après l'Conseil des communes et régions d'Europe.

## Population et société

### Démographie
L'évolution du nombre d'habitants est connue à travers les recensements de la population effectués dans la commune depuis 1793. Pour les communes de moins de 10 000 habitants, une enquête de recensement portant sur toute la population est réalisée tous les cinq ans, les populations de référence des années intermédiaires étant quant à elles estimées par interpolation ou extrapolation. Pour la commune, le premier recensement exhaustif entrant dans le cadre du nouveau dispositif a été réalisé en 2008.

En 2022, la commune comptait 84 habitants, en évolution de −3,45 % par rapport à 2016 (Yonne : −1,95 %, France hors Mayotte : +2,11 %).
| 1793 | 1800 | 1806 | 1821 | 1831 | 1836 | 1841 | 1846 | 1851 |
| ---- | ---- | ---- | ---- | ---- | ---- | ---- | ---- | ---- |
| 238  | 279  | 309  | 281  | 344  | 349  | 358  | 339  | 360  |

| 1856 | 1861 | 1866 | 1872 | 1876 | 1881 | 1886 | 1891 | 1896 |
| ---- | ---- | ---- | ---- | ---- | ---- | ---- | ---- | ---- |
| 356  | 353  | 344  | 355  | 331  | 303  | 285  | 286  | 267  |

| 1901 | 1906 | 1911 | 1921 | 1926 | 1931 | 1936 | 1946 | 1954 |
| ---- | ---- | ---- | ---- | ---- | ---- | ---- | ---- | ---- |
| 275  | 291  | 260  | 204  | 214  | 184  | 193  | 167  | 174  |

| 1962 | 1968 | 1975 | 1982 | 1990 | 1999 | 2006 | 2008 | 2013 |
| ---- | ---- | ---- | ---- | ---- | ---- | ---- | ---- | ---- |
| 153  | 156  | 118  | 99   | 87   | 82   | 93   | 96   | 87   |

| 2018 | 2022 | - | - | - | - | - | - | - |
| ---- | ---- | - | - | - | - | - | - | - |
| 85   | 84   | - | - | - | - | - | - | - |

### Enseignement
Annoux dépend de l'académie de Dijon. L'école communale située au rez-de-chaussée de la mairie a été définitivement fermée en 1973. Les enfants du village allèrent alors dans les écoles de Sarry et Châtel-Gérard. Désormais, les écoles maternelle et primaire les plus proches se situent à L'Isle-sur-Serein. Le collège et le lycée le plus proches se situent respectivement à Noyers-sur-Serein et Avallon.

### Manifestations culturelles et festivités

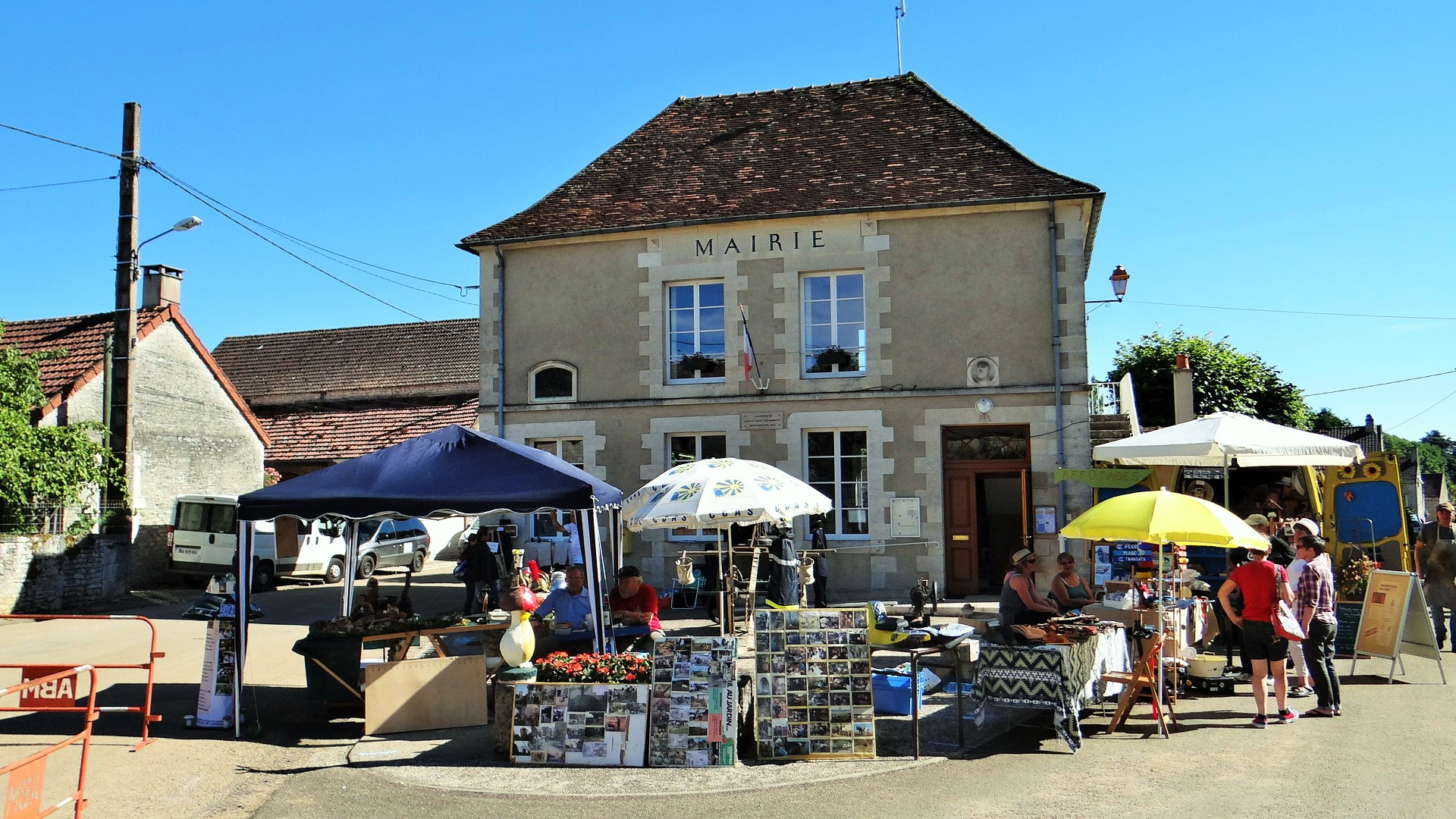
Vide-grenier et exposition devant la mairie, 2016.

Le Comité d'Animation Loisirs et Culture d'Annoux (C.A.L.C.) créé en 2002 est une association qui a pour but de proposer et promouvoir toute action culturelle ou de loisirs visant à dynamiser la vie associative du village, dont le feu de la Saint-Jean fin juin (saint patron du village), feu d'artifice le 13 juillet, fête d'Halloween, repas, vide-greniers, marché le premier samedi du mois avec des producteurs locaux et possibilité de restauration sur place le midi, etc.

L'association « Les Amis de la Tour de Télégraphe Chappe d'Annoux » organise des visites de cette tour (voir paragraphe Lieux et monuments).

### Santé
Il n'y a pas de professionnel de santé à Annoux. Les plus proches (cabinets médical et paramédical, pharmacie) se situent à l'Isle-sur-Serein. Les urgences les plus proches se trouvent à l’hôpital de Semur-en-Auxois. Un défibrillateur automatique a été installé sur la façade de la mairie (sur la droite) début 2016.

### Culte
La messe est célébrée à l'église Saint Jean-Baptiste d'Annoux par roulement, Annoux étant rattachée à la paroisse chrétienne Notre-Dame de Montréal.

## Économie

### Entreprises et commerces
Il n'y a aucun commerce à Annoux. Les plus proches (boulangerie, supérette...) se situent à L'Isle-sur-Serein et à Châtel-Gérard (épicerie). La ville la plus proches avec tout commerces (dont grandes surfaces) est située à une vingtaine de kilomètres (Avallon). 
Trois exploitations agricoles ont leur commune de résidence à Annoux.
Une assistante maternelle y exerce. Une artiste peintre et poétesse y réside. Deux apiculteurs y réside également.

## Culture locale et patrimoine

### Lieux et monuments
- Le village d'Annoux[Note 4] possède, outre la maison natale[3] du maréchal Davout, un ensemble médiéval appelé « Le Vieux Château »[3], composé d'une tour datant du XIIIe siècle et d'une grange, de la même époque, non inscrite sur l'inventaire supplémentaire des monuments historiques (I.S.M.H), l'église Saint Jean-Baptiste[3], le château de la Garenne[3], la maison d'Avout[Note 5] et une tour Chappe. La maison supposée la plus ancienne est datée en fronton de fenêtre de 1693.
- La mairie, construite vers 1830[3], a été rehaussée ultérieurement. Une extension a été construite en 2020 côté cour pour y accueillir la nouvelle cuisine de la salle communale.

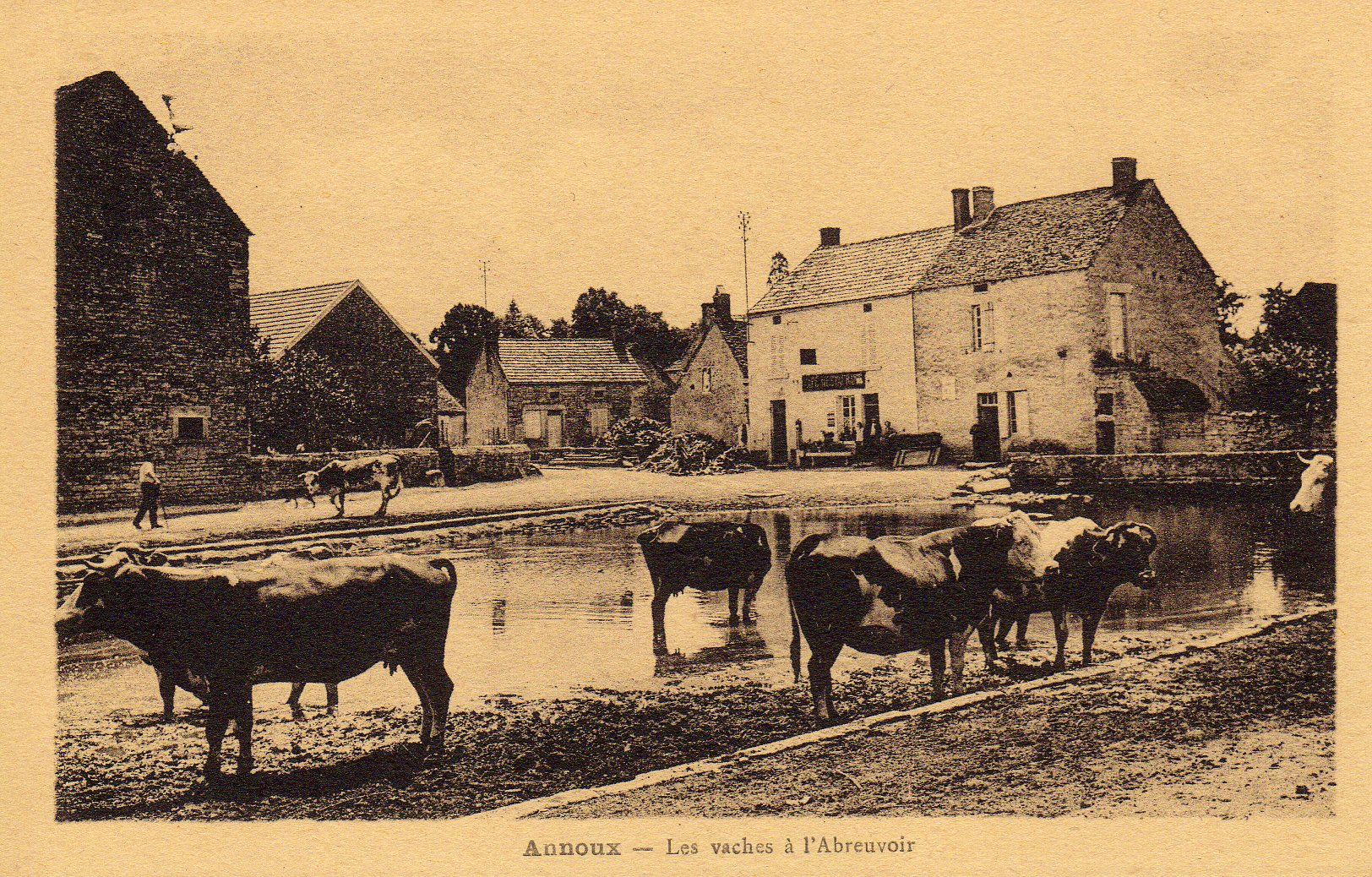
Début du XXe siècle.
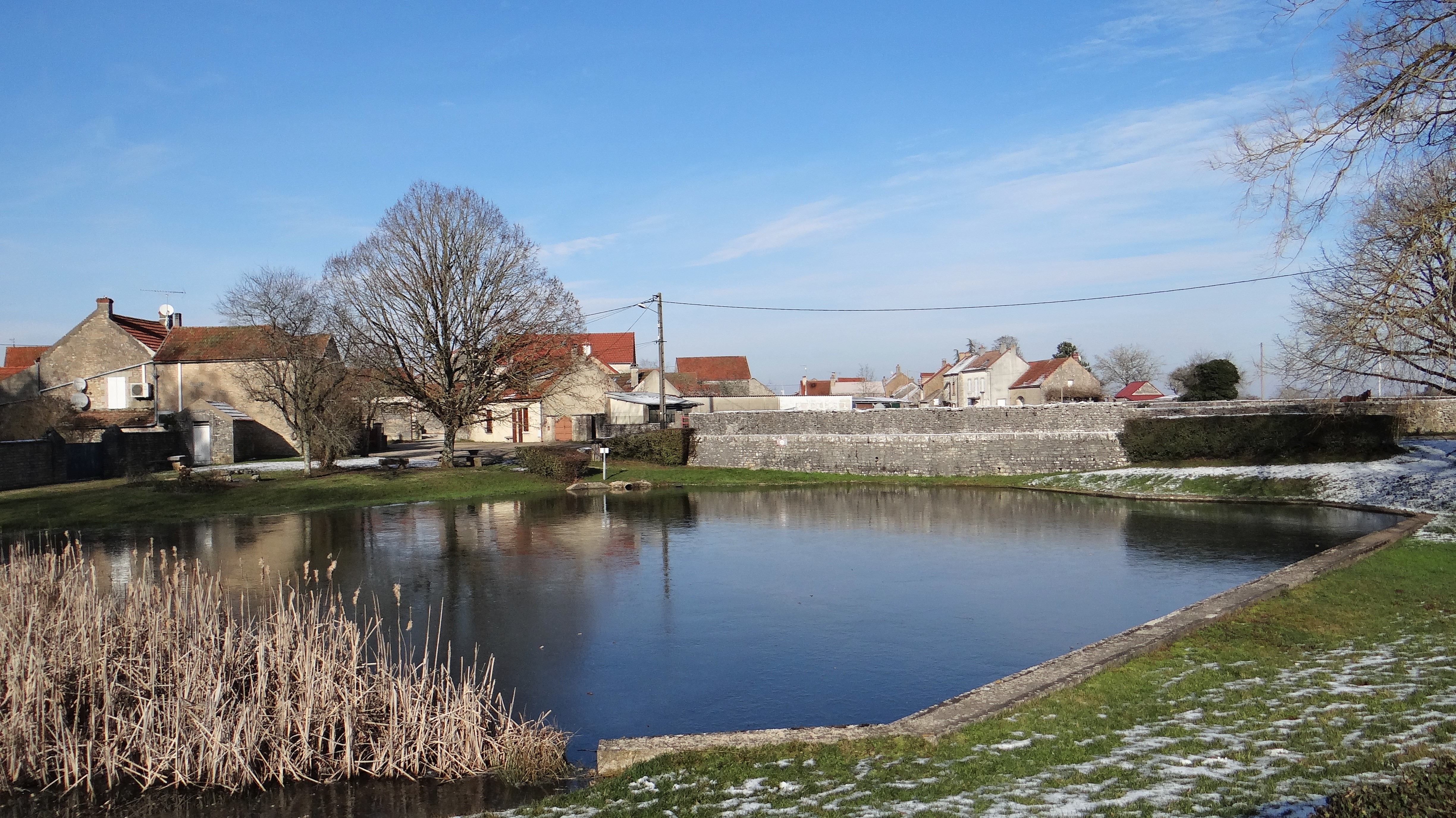
2021.
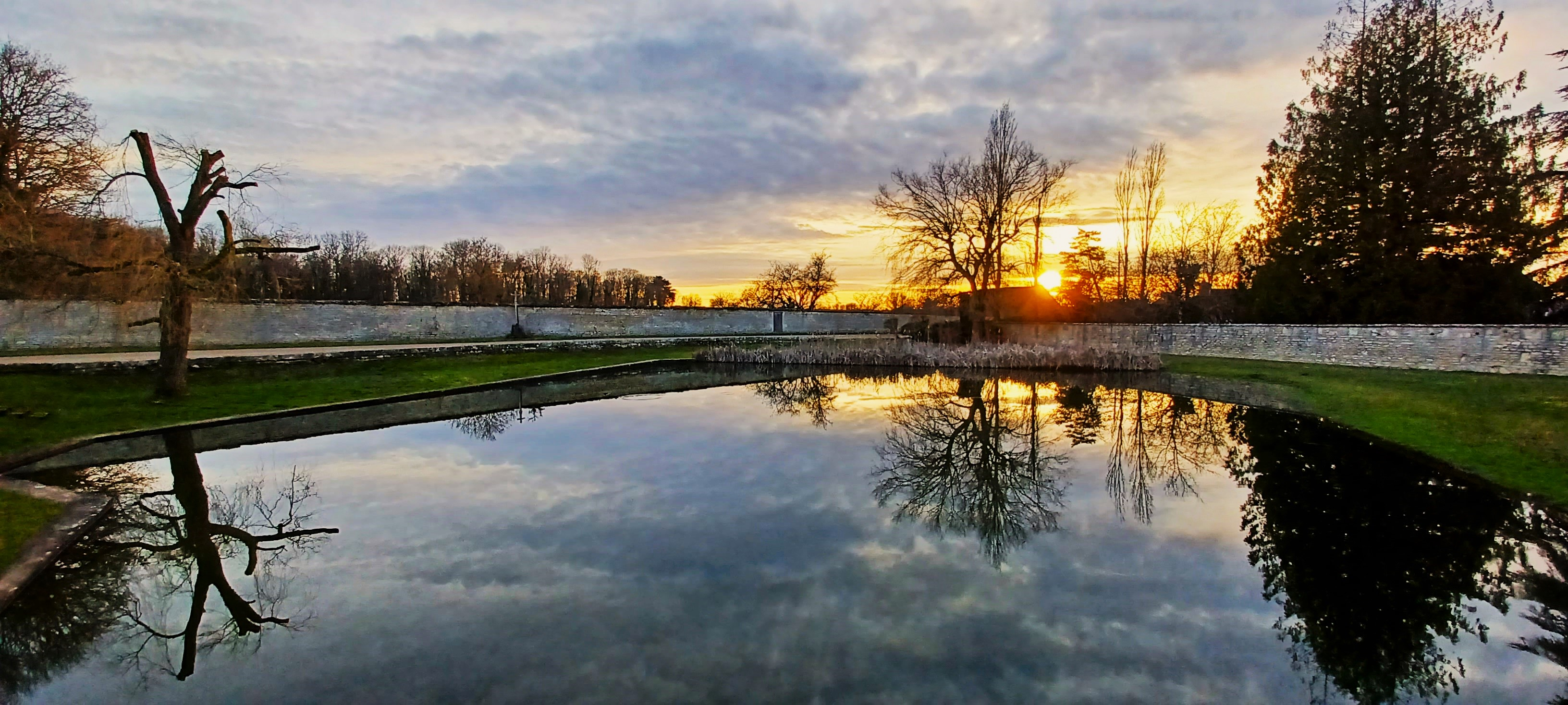
2024.

- Début du XXIe siècle.
- Début du XXIe siècle, côté rue.
- Début du XXIe siècle, côté place.
- 2021 avec l'extension de 2020[Note 6].

- Le Vieux Château est une construction remontant sans doute au XIIIe siècle, et relevait alors du donjon de Châtel-Gérard[3],[4]. Victor Petit écrit en 1870 que « le vieux manoir est une très ancienne construction fortifiée ayant encore un caractère féodal assez prononcé malgré l'amoindrissement des bâtiments. Le donjon est de forme carrée ; le corps de logis qui lui est contigu a été abaissé d'un étage. Les salles n’étaient pas voûtées, excepté une sorte de cave au rez-de-chaussée du donjon et dans laquelle une trappe donnait seul accès primitivement. Les fenêtres à banc de pierre, l'escalier établi dans l'épaisseur de la muraille, enfin l'appareil de construction semblent indiquer une date fort reculée ; fin du XIIIe siècle ? »[2].

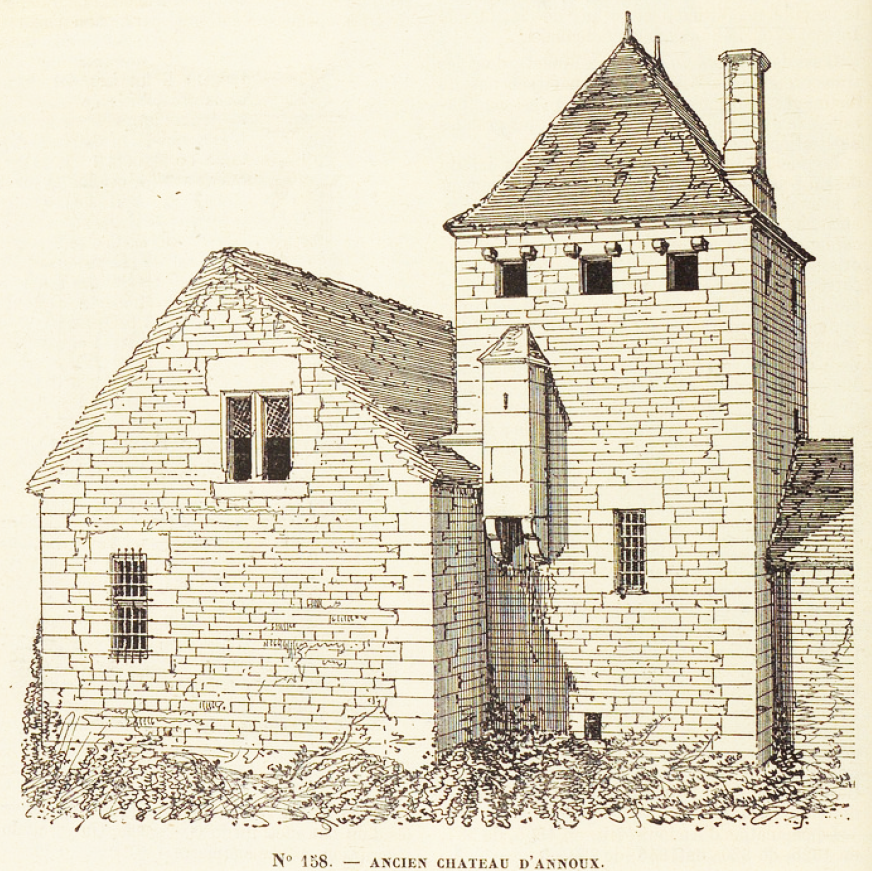
Dessin de Victor Petit,1870.
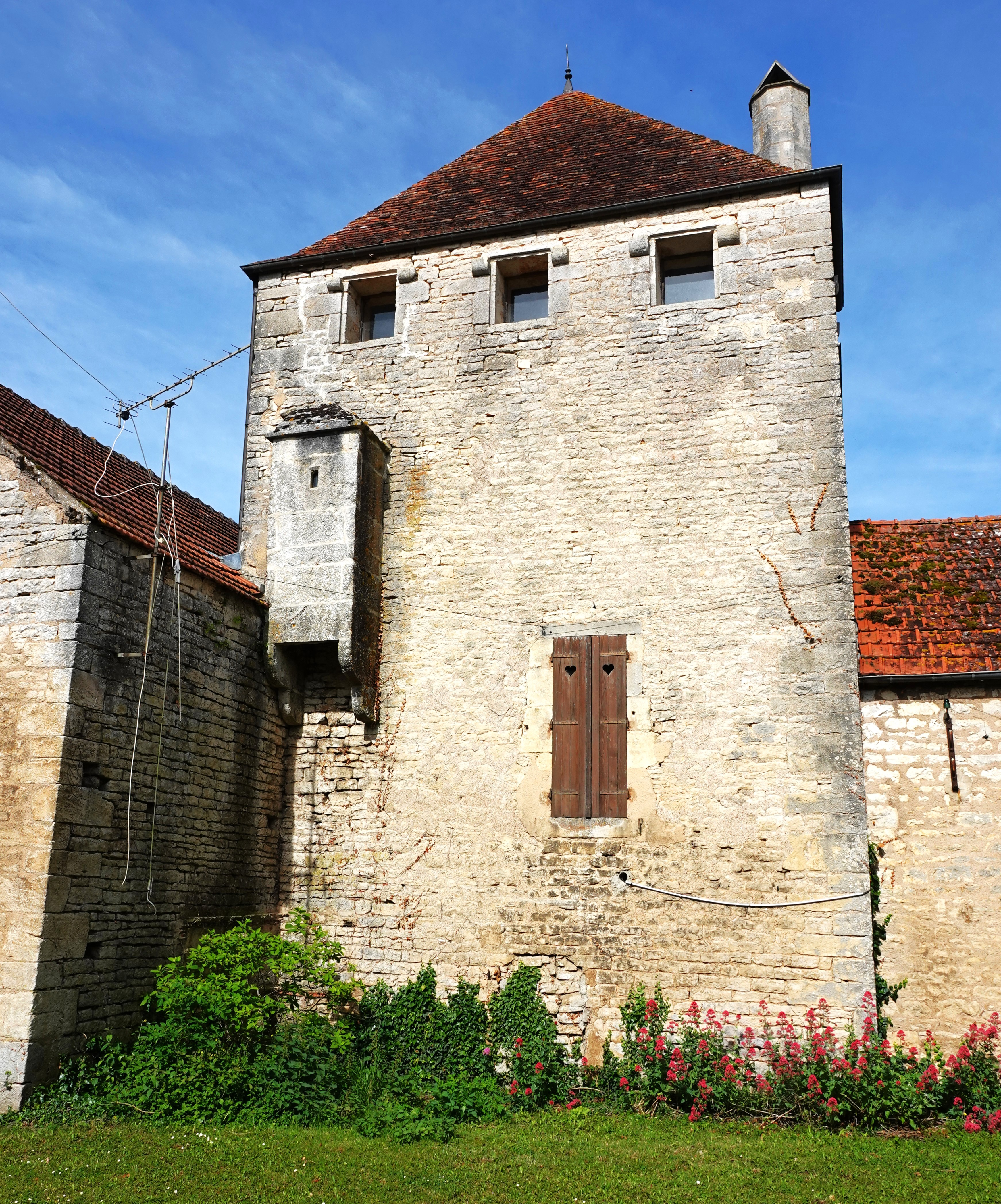
2025.

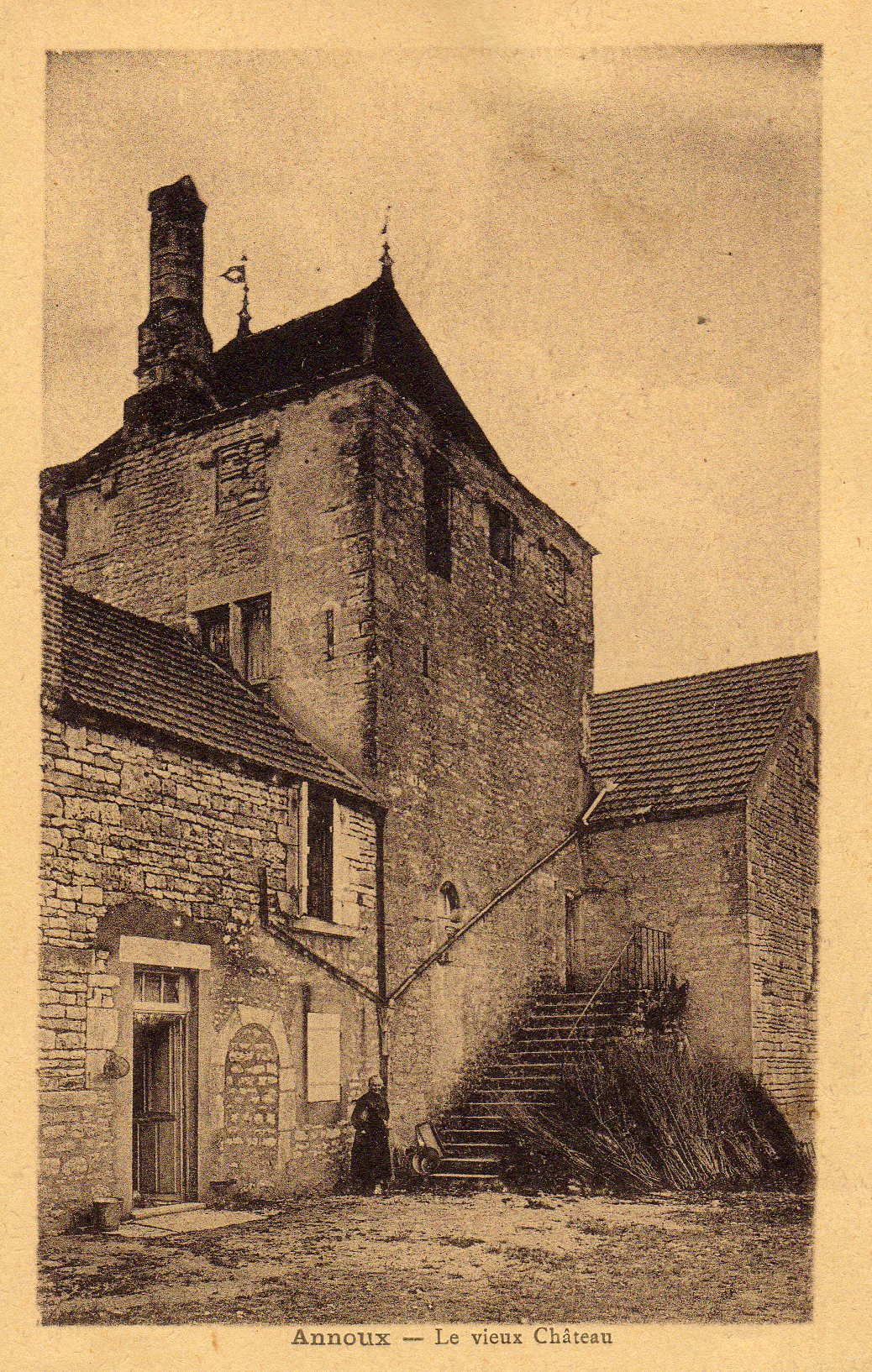
Début du XXe siècle.
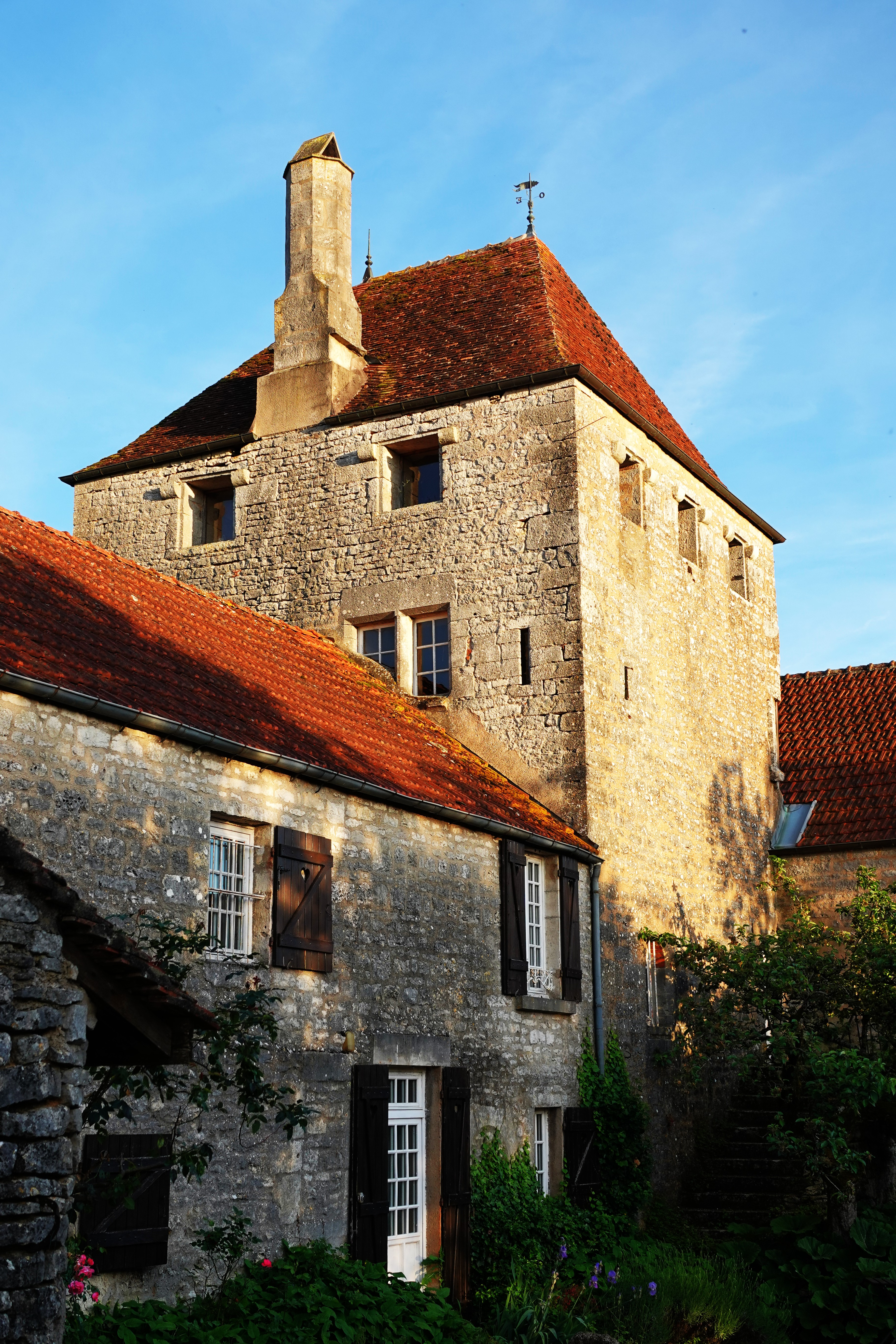
2025.
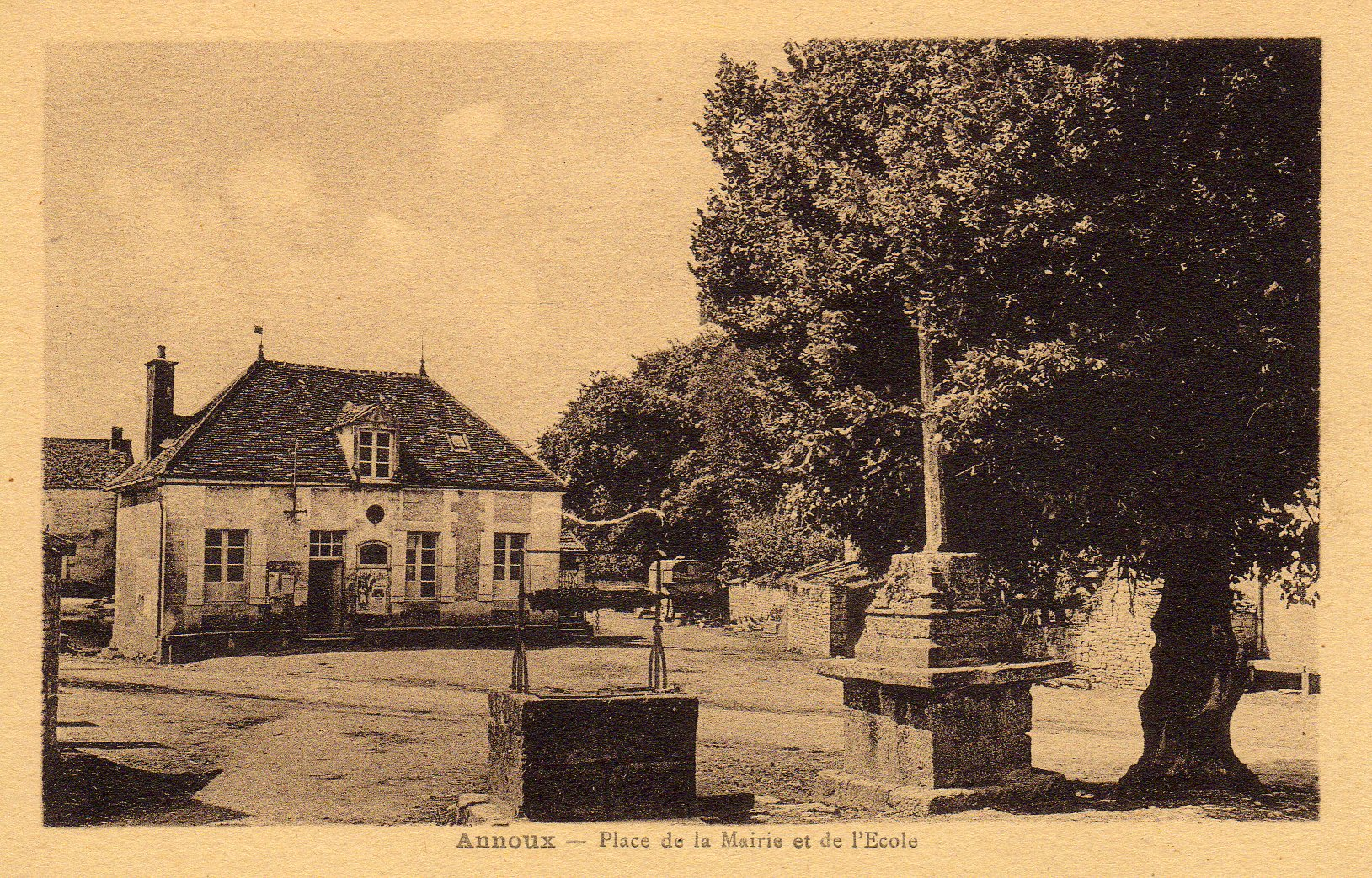
Début du XXe siècle.
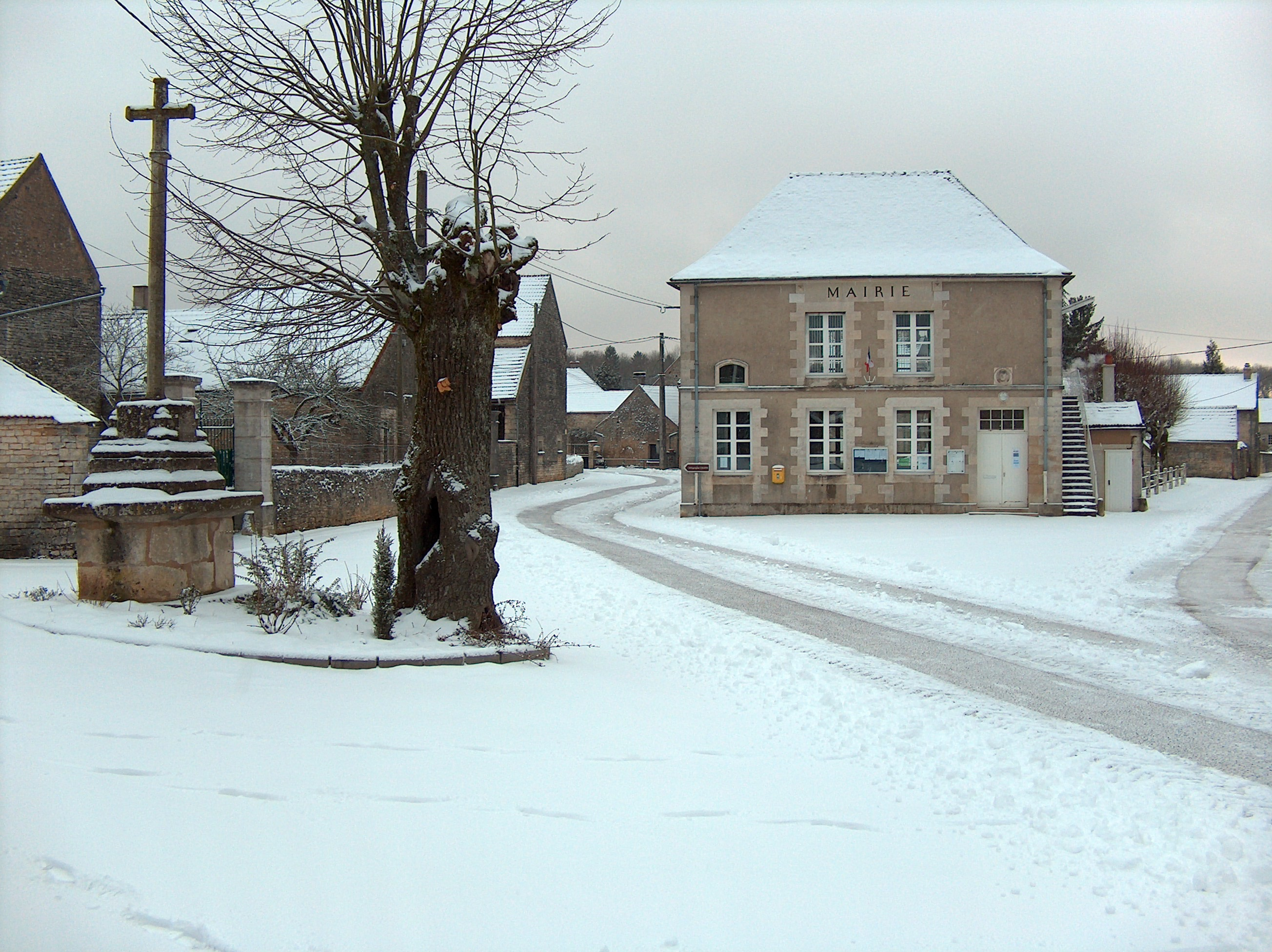
Début du XXIe siècle.
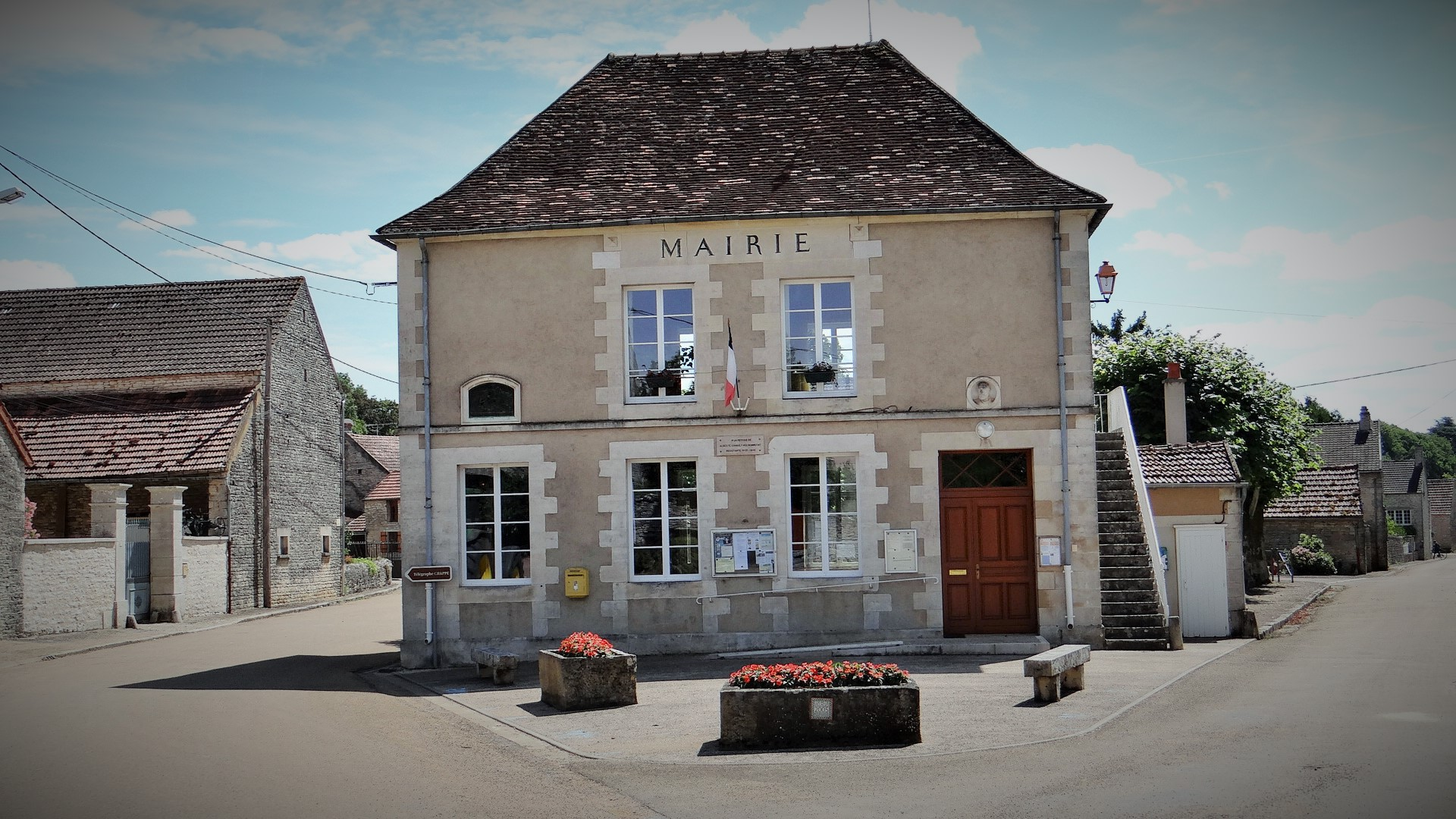
Début du XXIe siècle, côté rue.
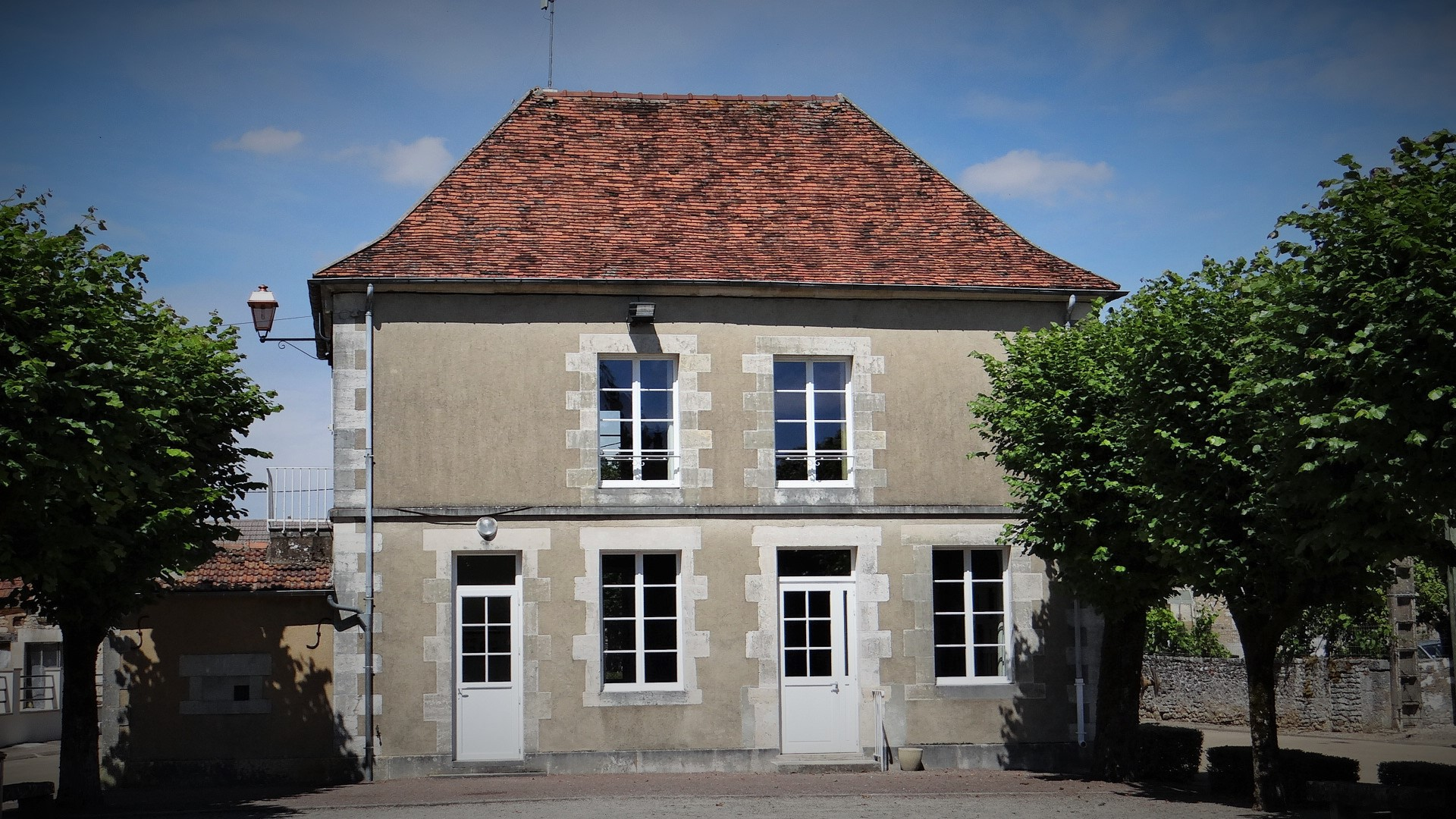
Début du XXIe siècle, côté place.
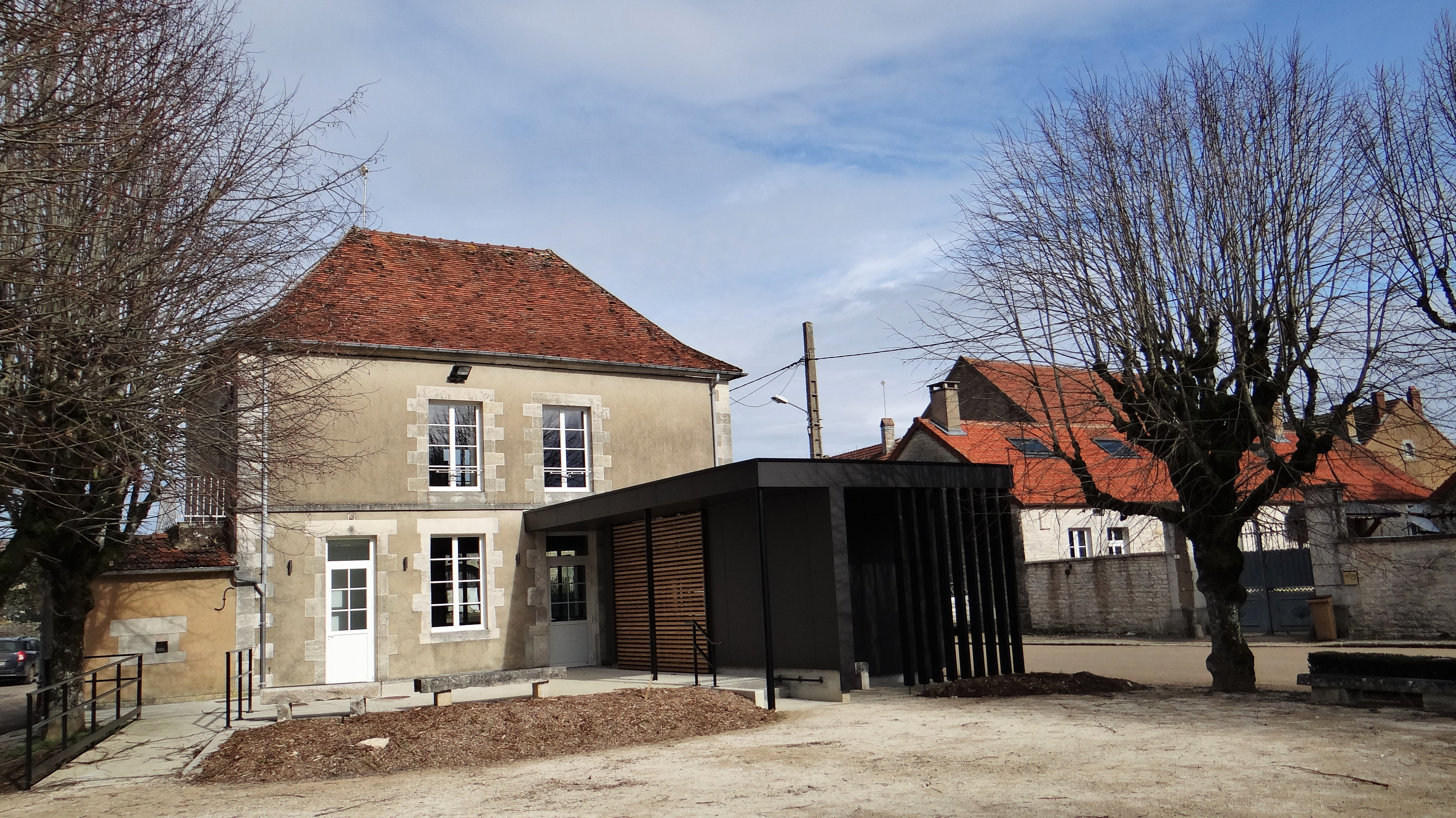
2021 avec l'extension de 2020.

- 2025.

- L'église Saint-Jean-Baptiste remonte au XIIIe siècle et a été refaite au XVIIe siècle (clocher carré assez élevé surmonté d'une fine aiguille, nef plein cintre et chœur néogothique)[3],[4],[31]. Début 2016, le zinc recouvrant le clocher a été remplacé par un toit en ardoise.

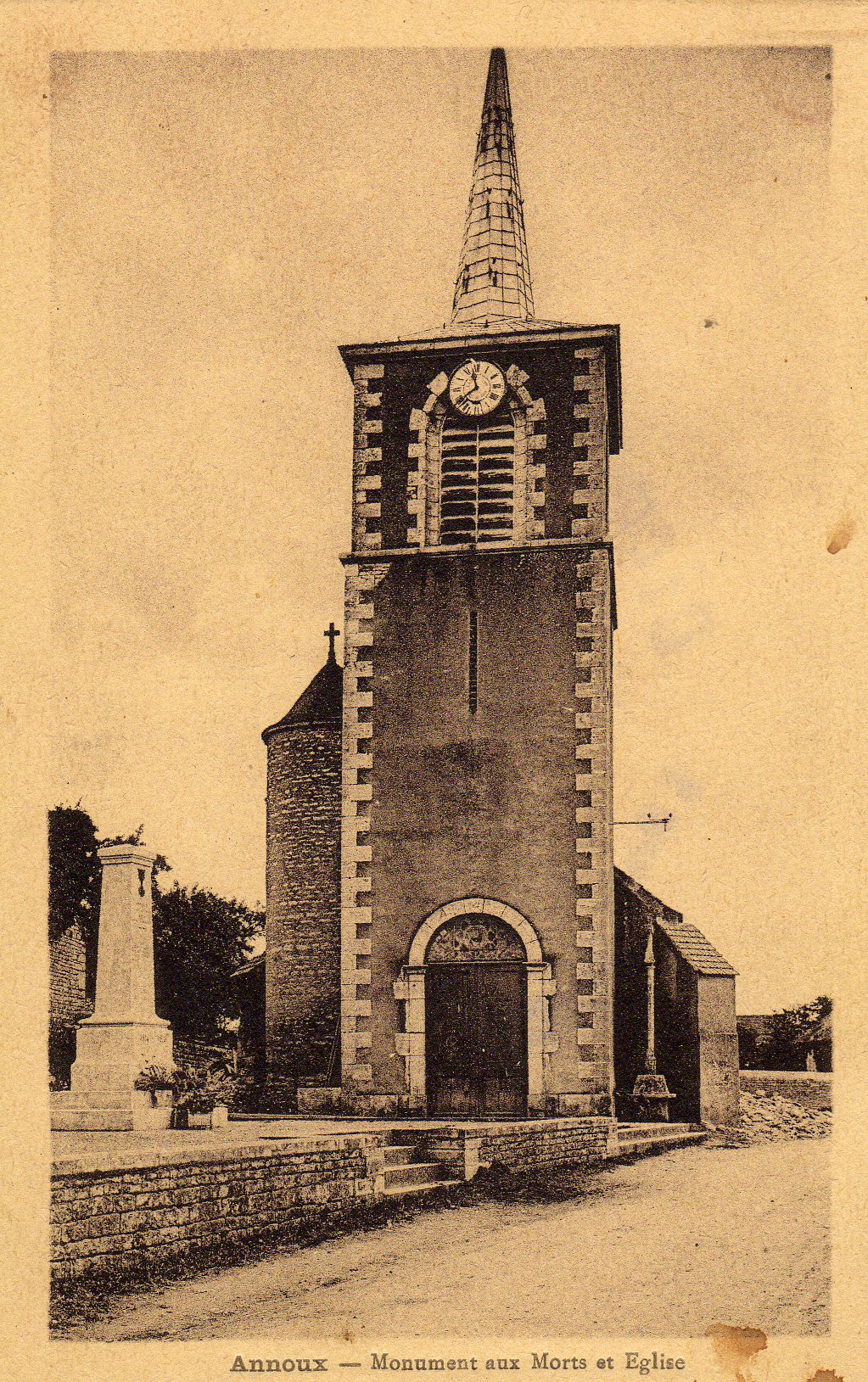
Début du XXe siècle.
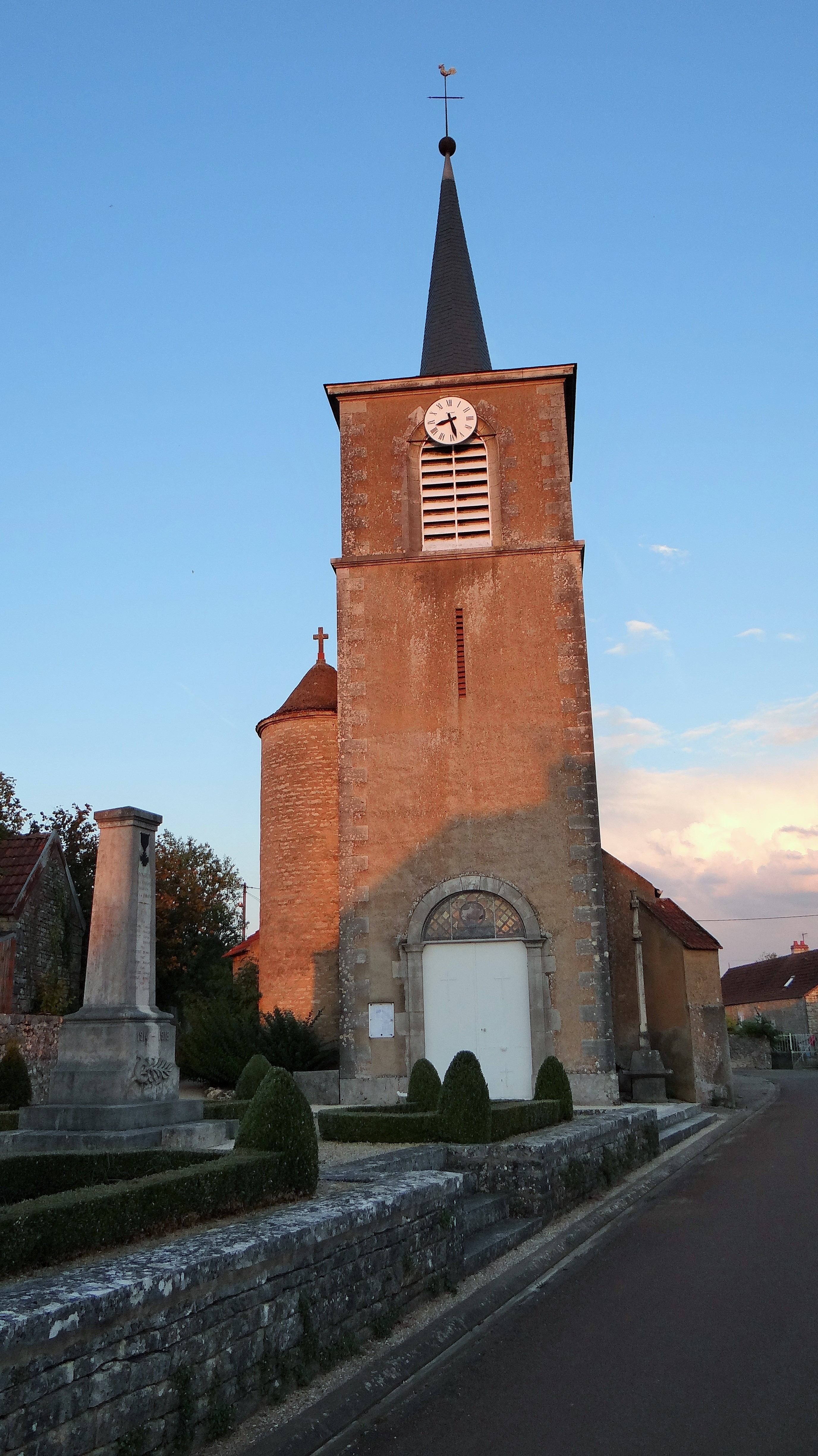
Début du XXIe siècle.
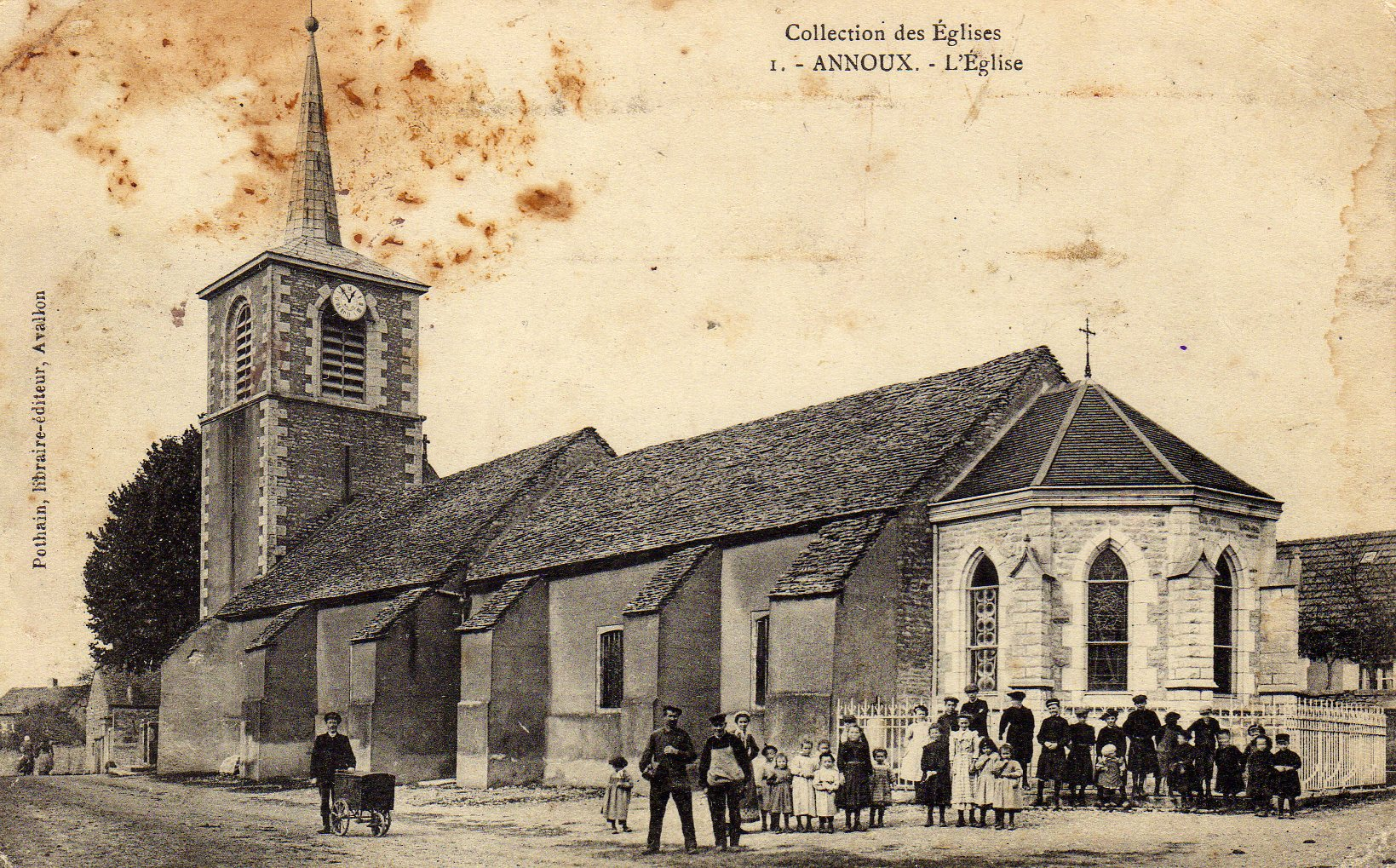
Début du XXe siècle.
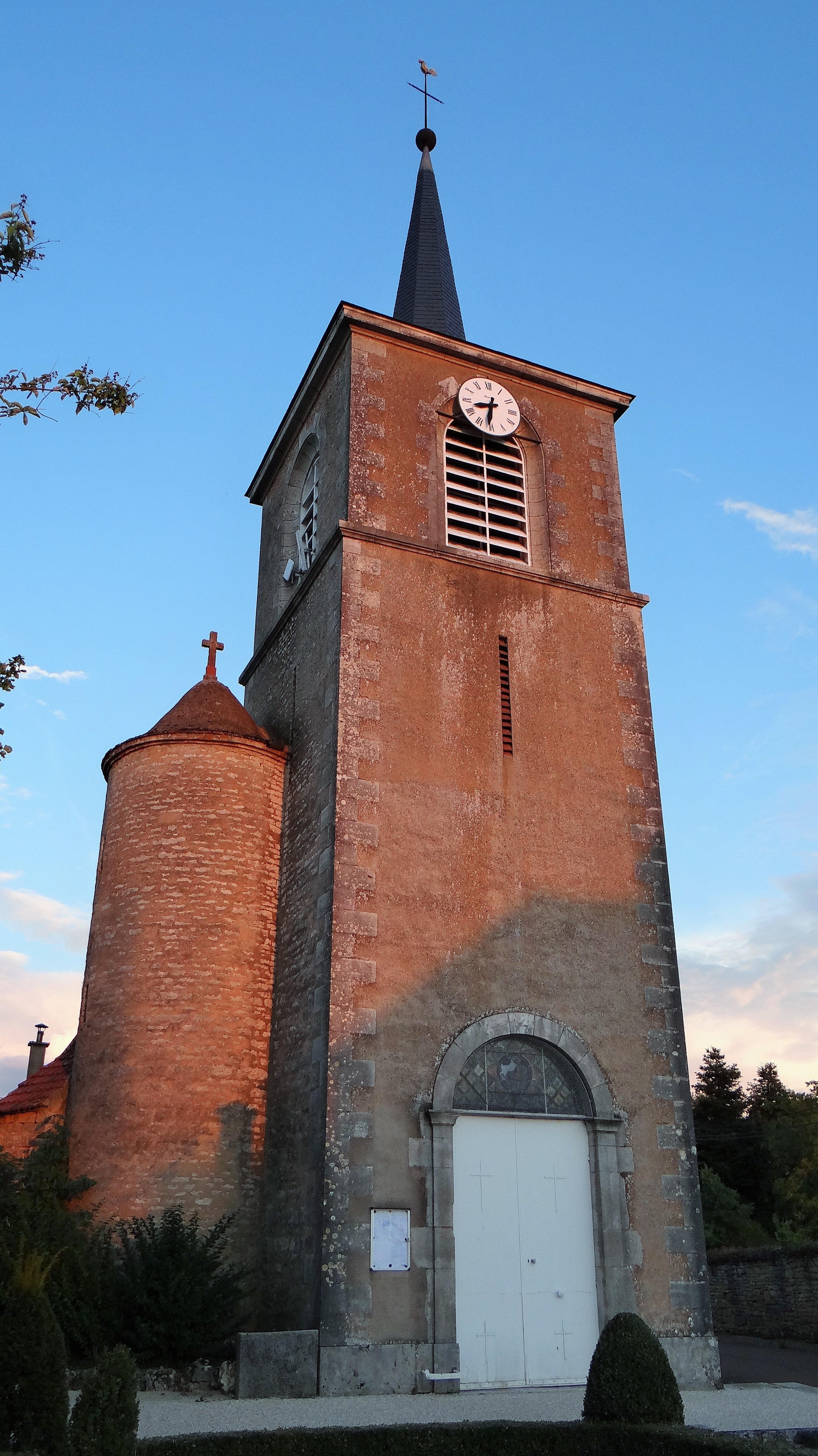
Clocher, 2018.
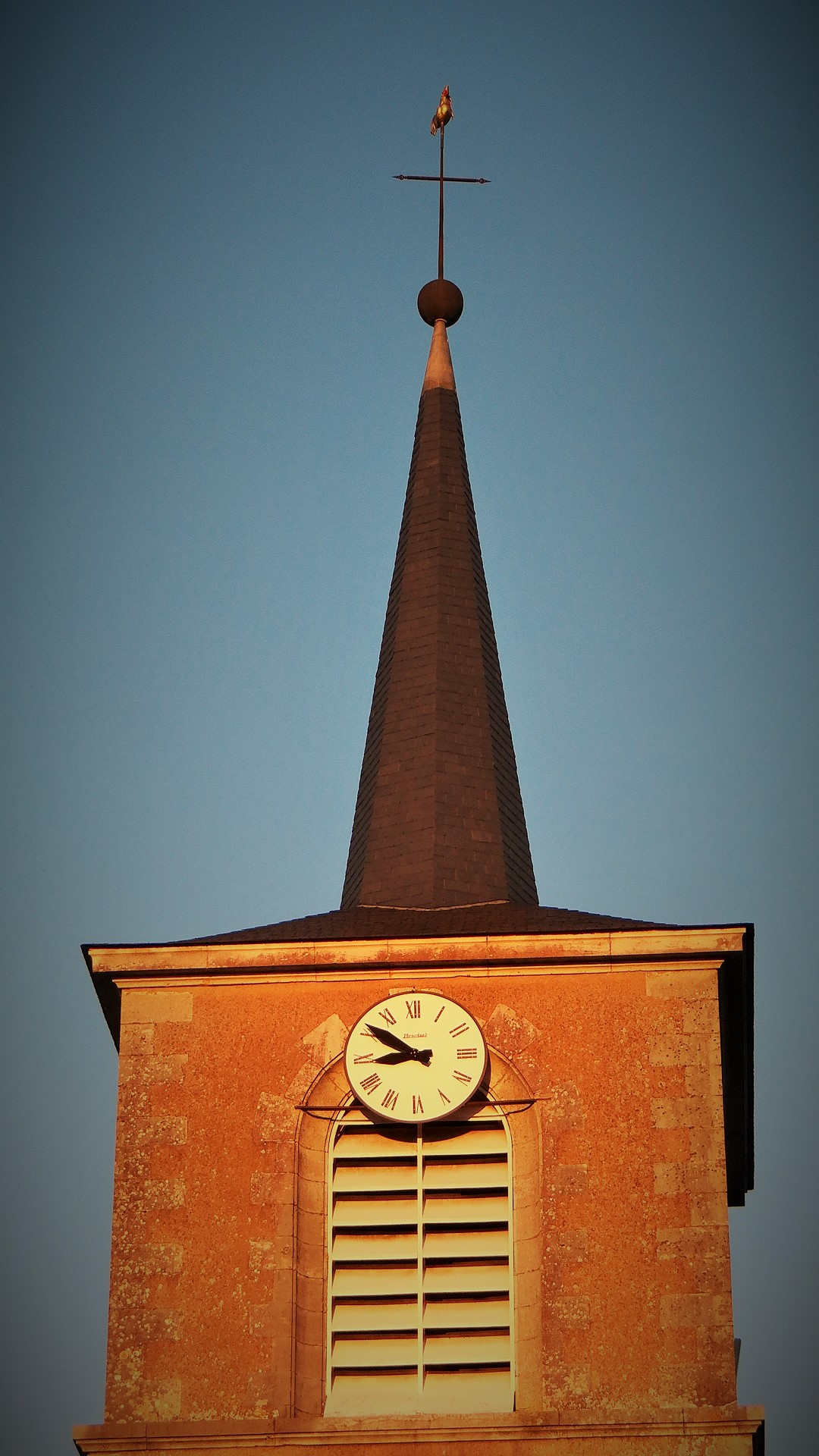
Clocher restauré en ardoise en 2016.
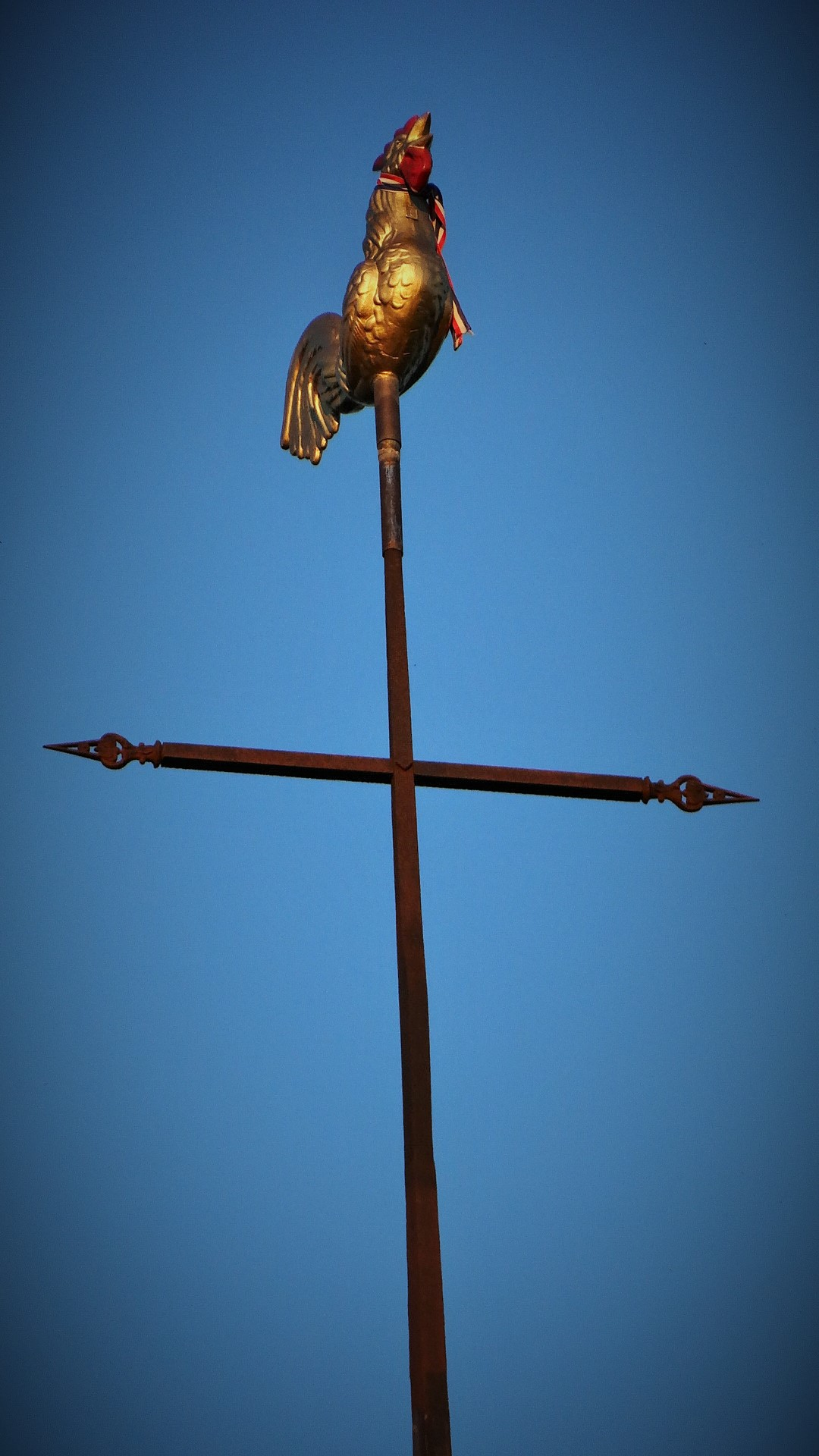
Croix et coq du clocher.
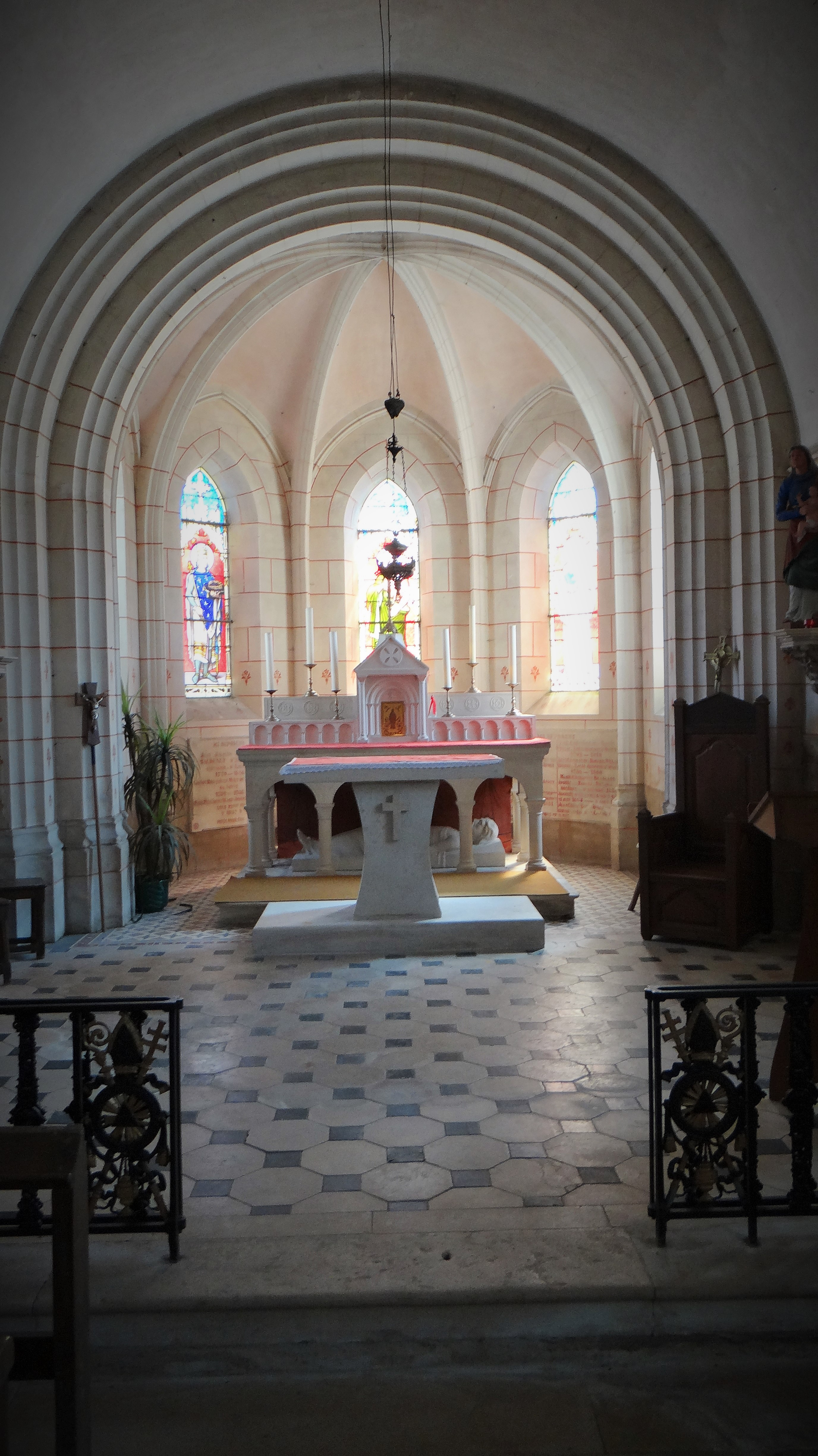
Chœur.

- Le Château de la Garenne (ou encore Château de Laistxe) a été construit vers 1830. Il est formé d'un corps de logis de plan rectangulaire flanqué de deux tours carrées, aux angles de la façade nord, sur la cour[3],[4].

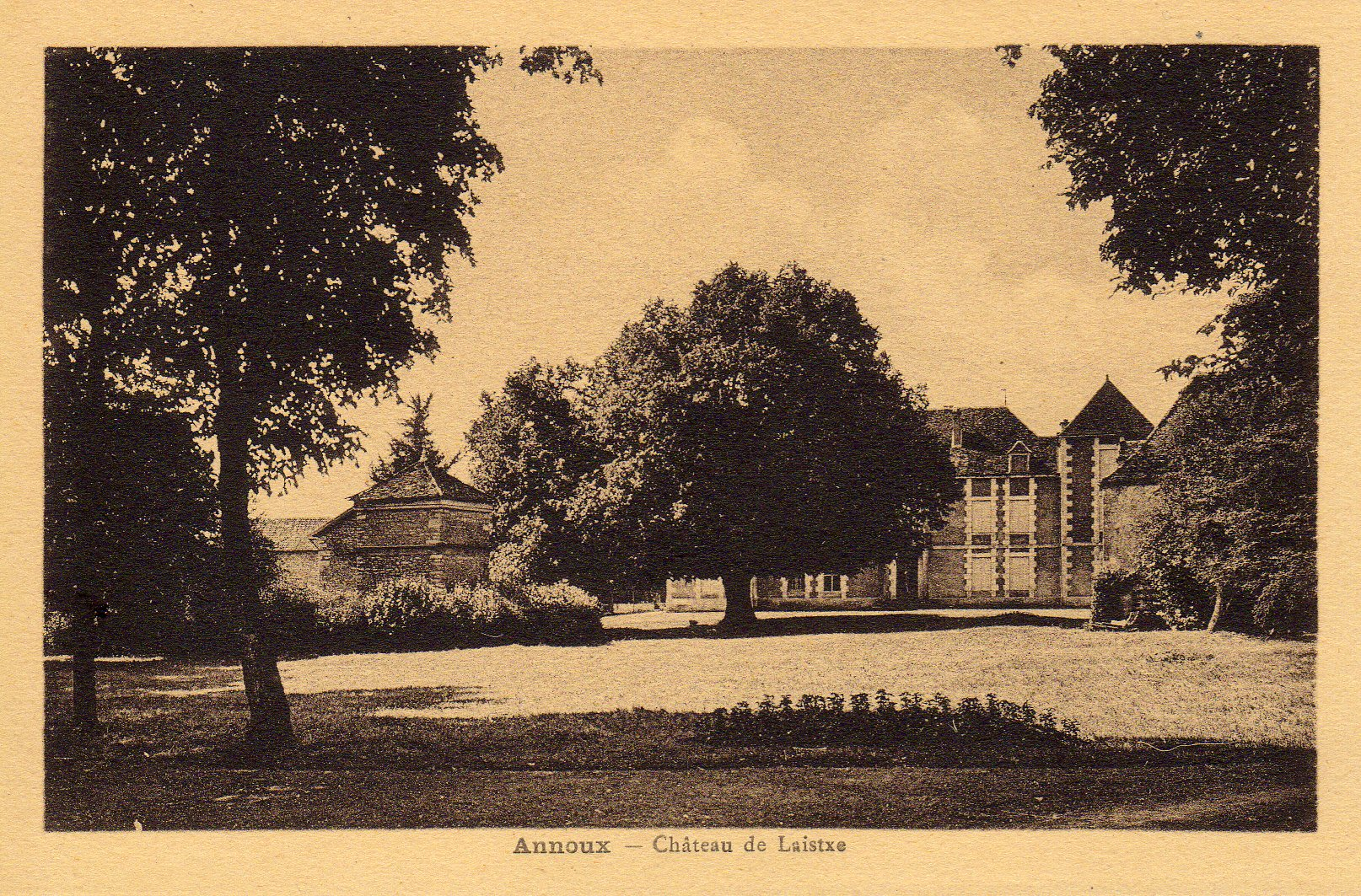
Début XXe siècle[Note 7].
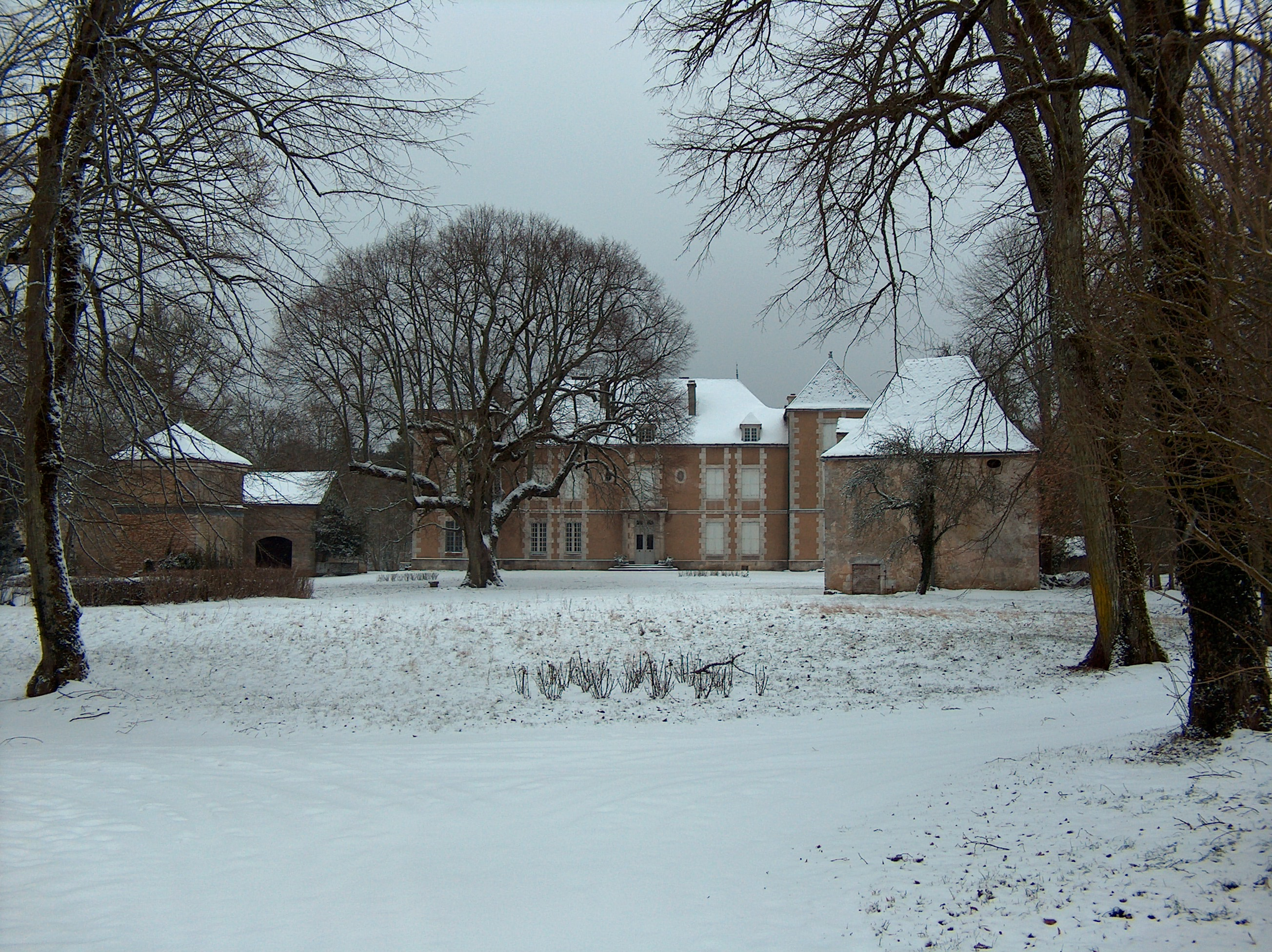
Début du XXIe siècle.

- La Maison d'Avout tire son nom du village d'Avot du canton de Grange-le-Château (Côte-d'Or) où les seigneurs du nom tenaient Maison-Forte[4].

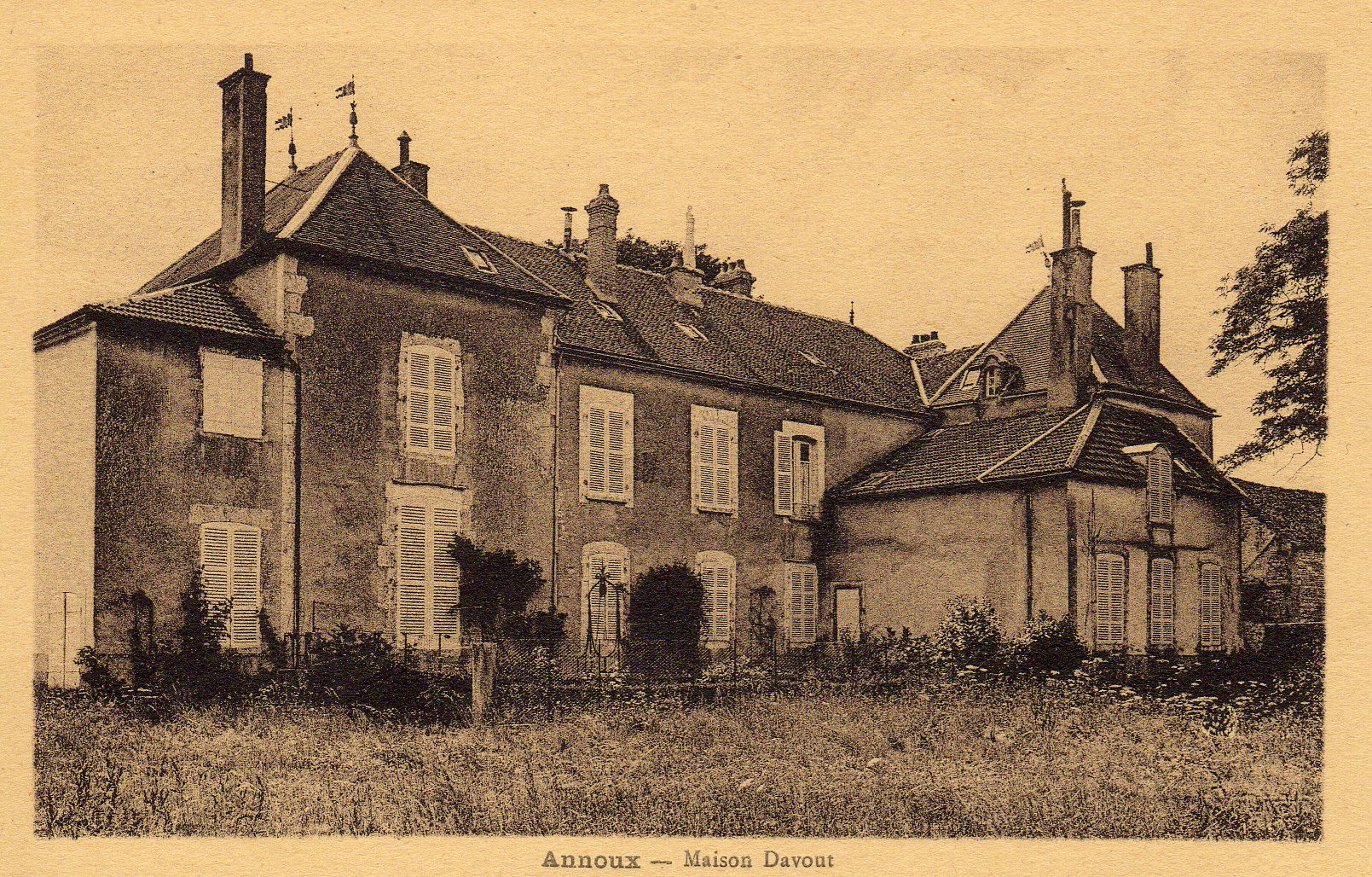
Début du XXe siècle, côté cour.
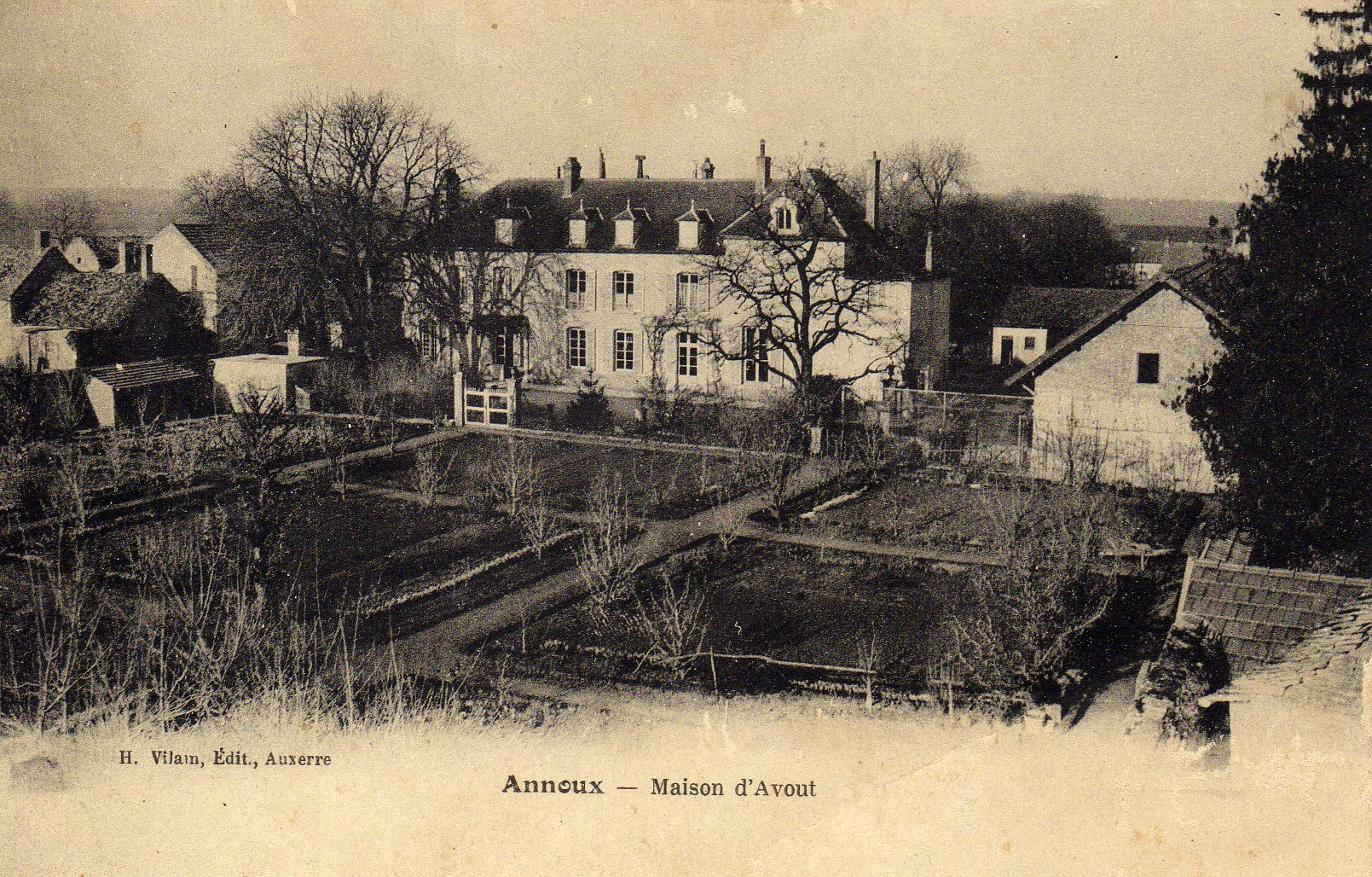
Début du XXe siècle, côté jardin.
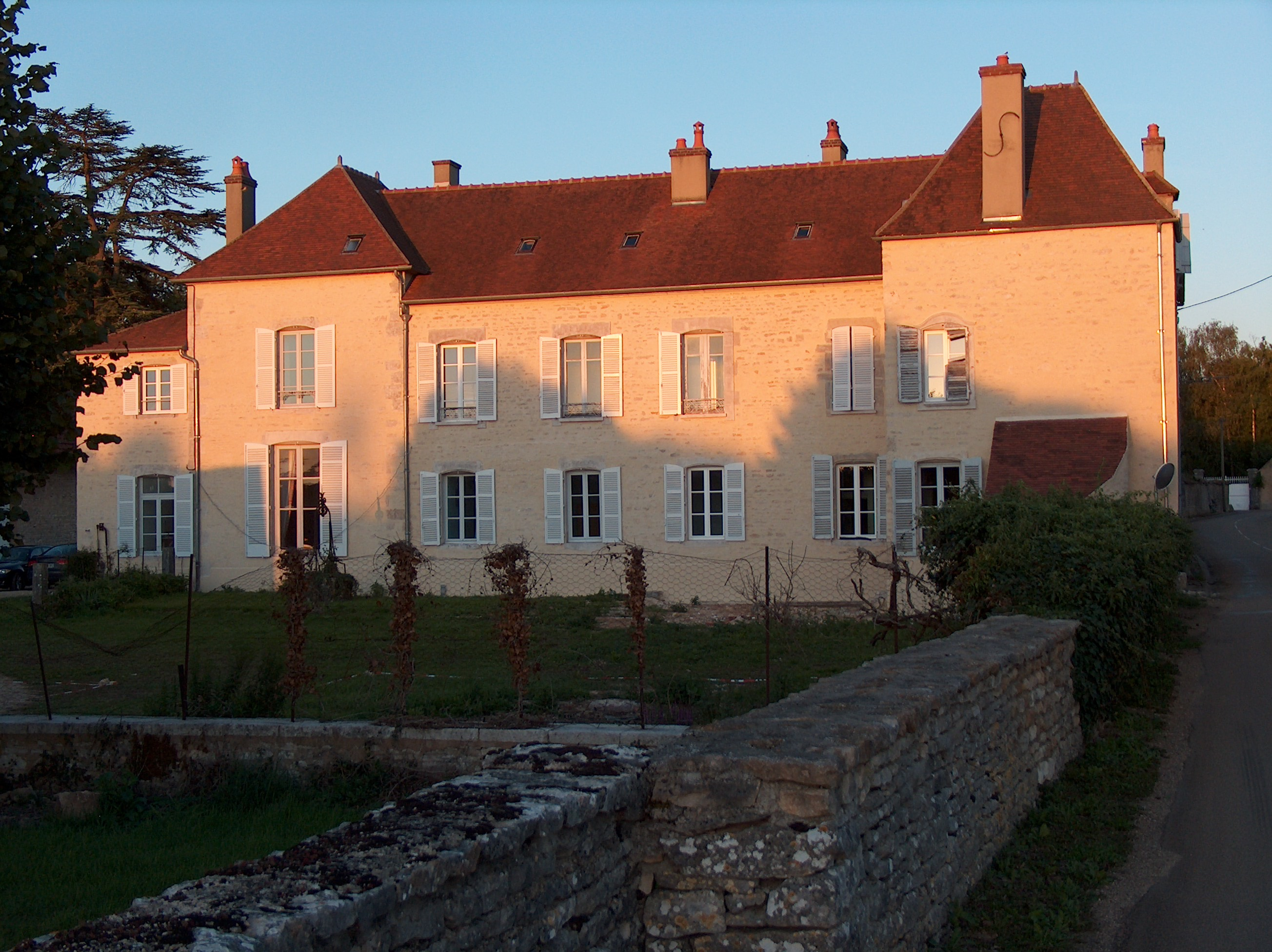
Début du XXIe siècle, côté cour.

- La tour du télégraphe Chappe d'Annoux est la seule station qui subsiste[32], sur les 14 que comptait l'Yonne. Elle fut construite en 1809 dans le bois de la Reppe[Note 8]. Cette tour carrée bâtie en pierre, d'une douzaine de mètres de hauteur, a été en partie restaurée en 1994, le mécanisme (dit système de Milan) inventé par Claude Chappe en 1794 a été reproduit à l'identique par les élèves de l'E.N.S.A.M. (École Nationale Supérieure des Arts et Métiers) de Cluny en 1999. Les restes d'une autre tour se trouve sur la commune de Blacy, une autre en partie restaurée, se trouve à Auxerre. L'association « Les Amis de la Tour de Télégraphe Chappe d'Annoux »[25], qui a pour objectif la préservation de cette tour, organise le premier dimanche de chaque mois, de mai à septembre, de 14 à 18 h et pendant les Journées Européennes du Patrimoine des visites guidées avec mise en œuvre du mécanisme. Des visites peuvent être organisées également sur réservation pour les groupes constitués.

Cinq stationnaires annouxois ont été identifiés : François Mercier, J. P. Girard, Jean-Pierre Bony, Philippe Degatier dit Toto (né à Sainte Lucie en 1782 et ayant servi comme stationnaire 28 années) et son fils, Léandre Degatier. 

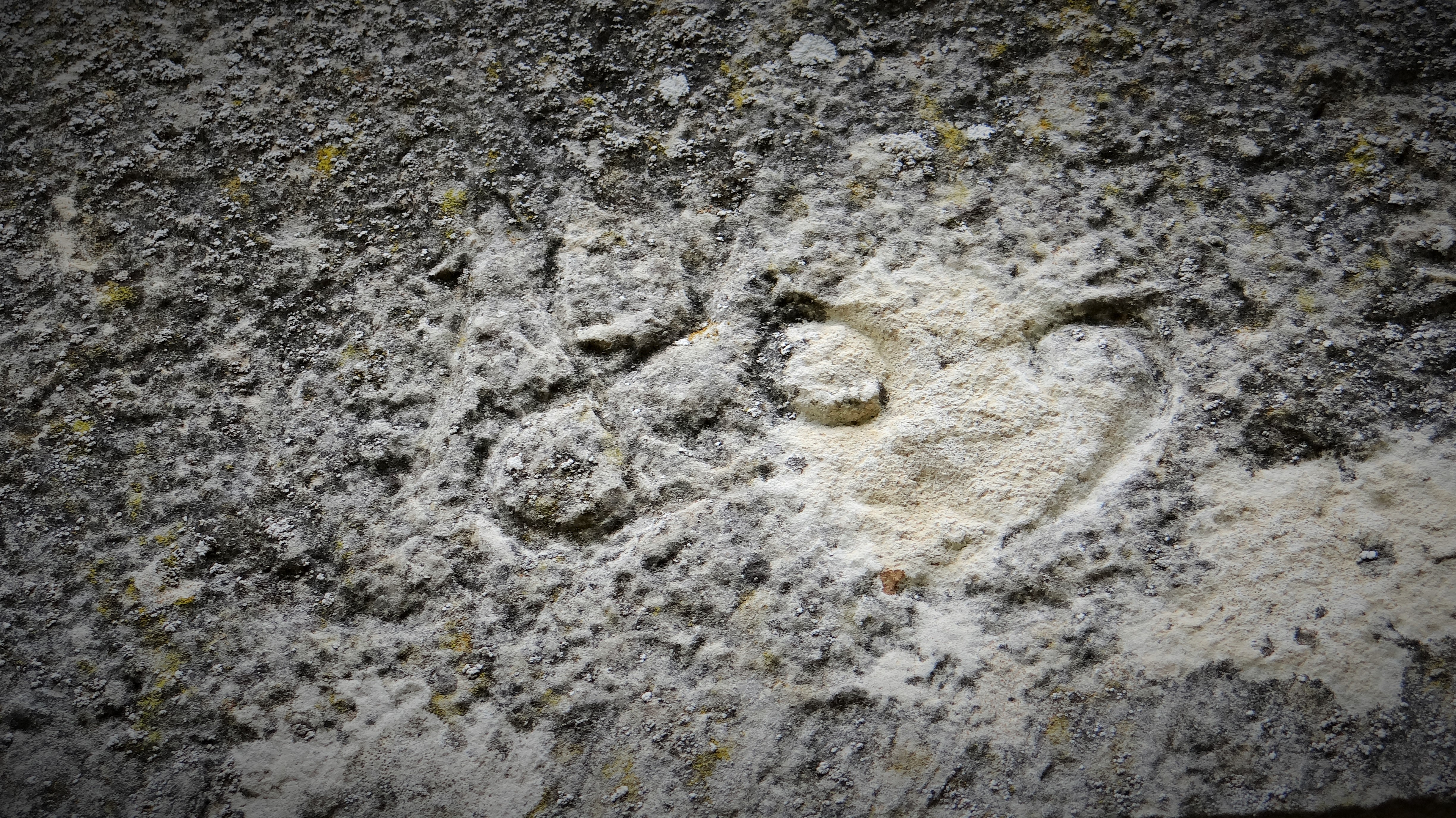
1809, linteau de la porte.
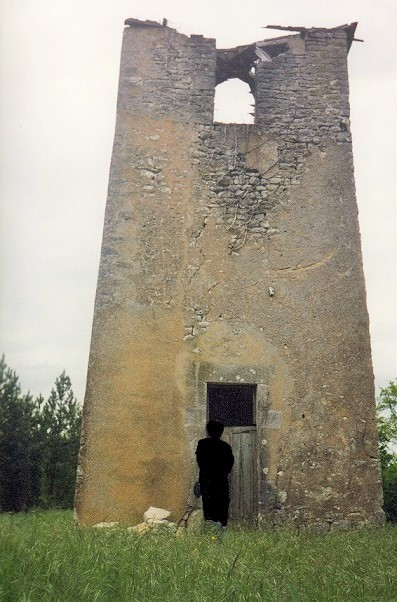
1994 (avant restauration).
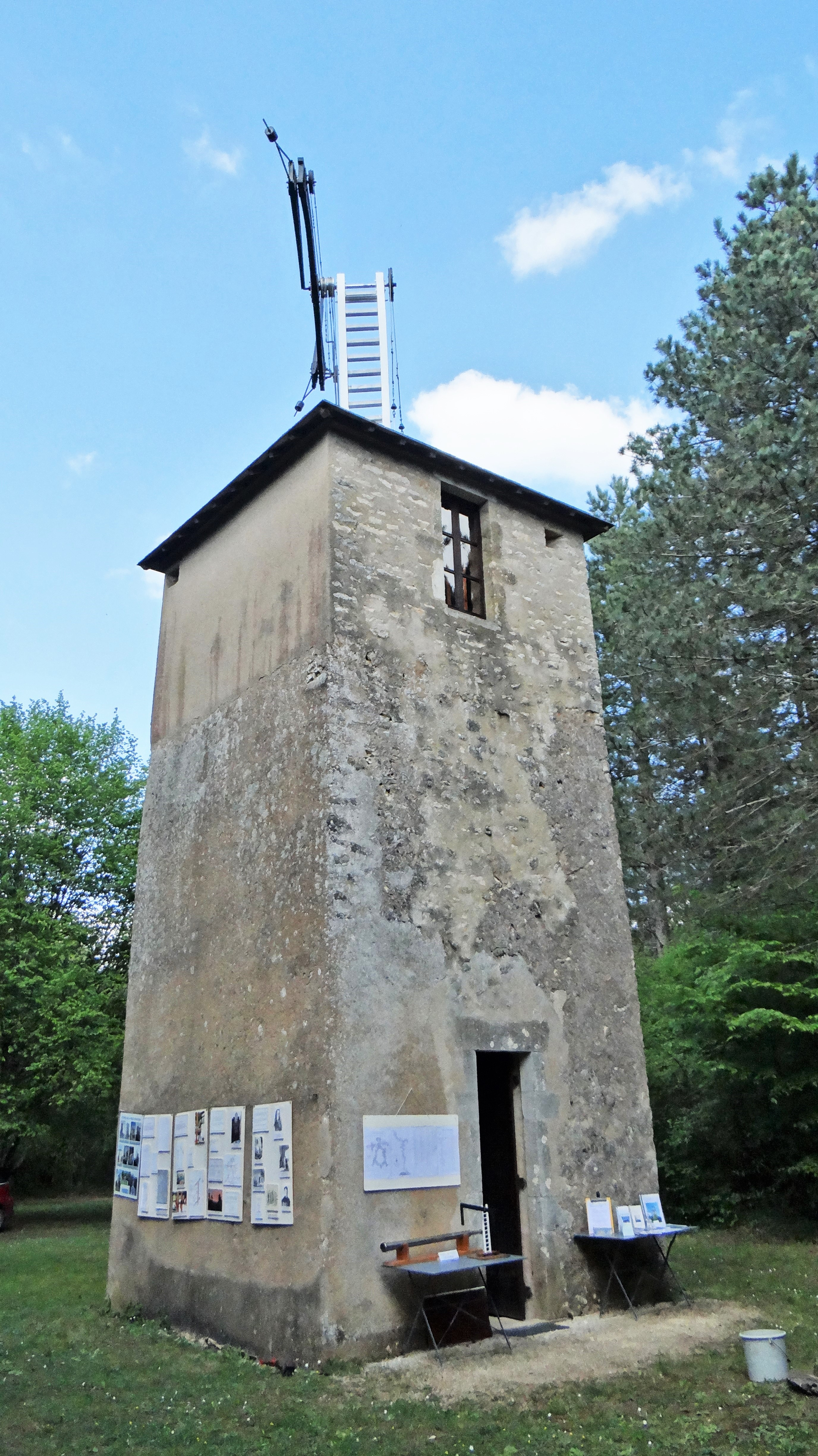
2022.
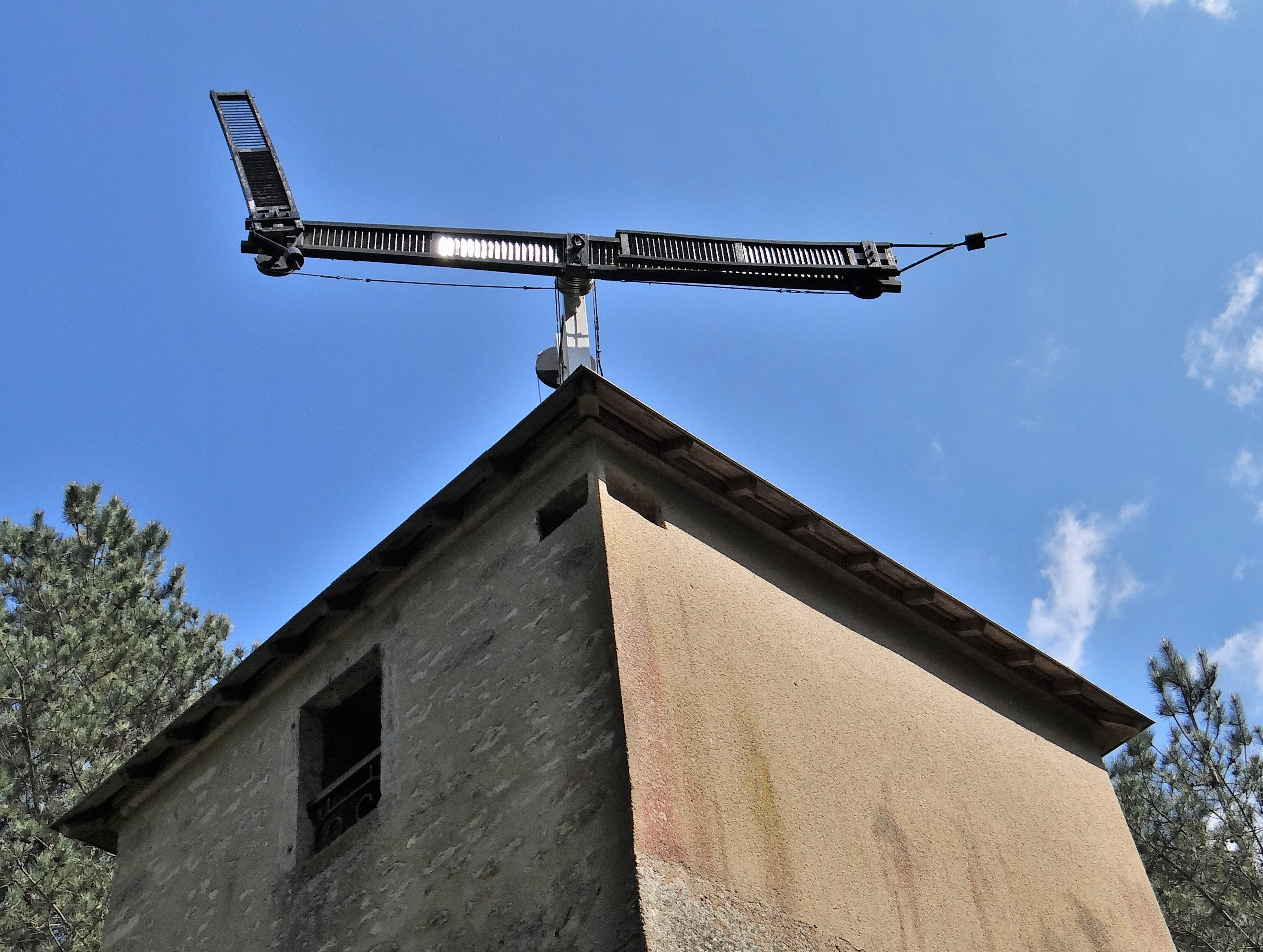
Mécanisme de la tour Chappe, 2022.
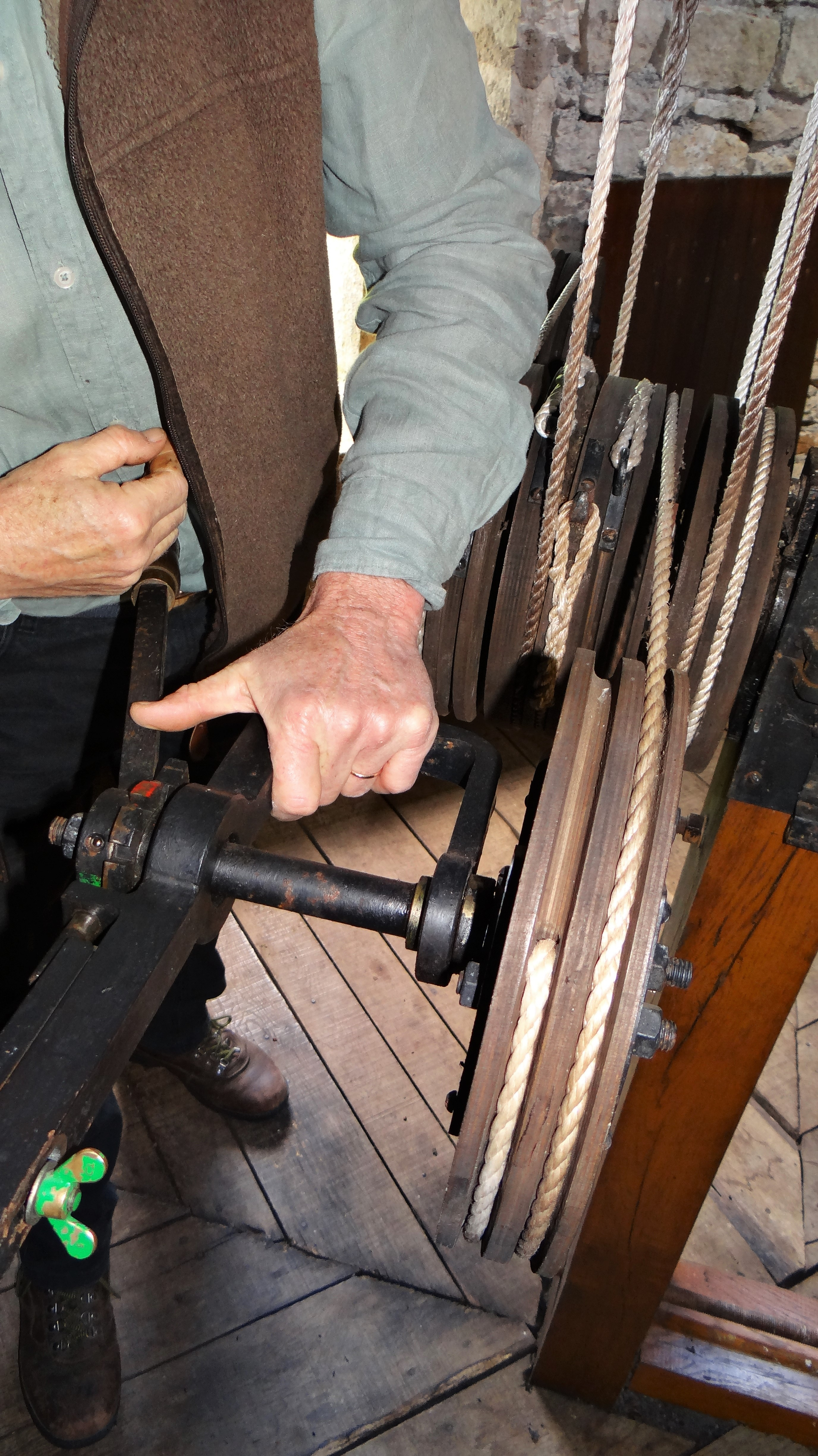
Démonstration en 2022.

- Aucune source n'existe à Annoux ; les habitants n'avaient donc que des citernes pour leur usage. La mare derrière la mairie-école fut comblée en 1938[4]. Les mares successives servirent en particulier d'abreuvoir au bétail[Note 9]. La mare actuelle sert désormais de réserve d'eau en cas d'incendie et a fait l'objet d'un aménagement paysager (plantations d'arbre et arbustes, tables de pique-nique).

- Début du XXe siècle[Note 10].
- 2021.
- 2024.

- Annoux conserve des croix monumentales[3] en pierre sur l'ensemble des routes à la sortie du village. Ces croix servaient à la station terminale des processions aux rogations. La croix dite Croix Verte, début XIXe siècle est située route de L'Isle-sur-Serein à proximité du parc du château de la Garenne. Une autre, début XIXe siècle est adossée au mur du château de la Garenne, vers le boulin (ou mare) ; elle correspond aux routes de Châtel-Gérard et de Thizy. La croix dite croix du Mariolet, début XIXe siècle, est située le chemin du Mariolet. Une autre, datée de 1825 est au croisement des routes de Sarry et Tormancy, dans le village, et porte l'inscription « cette croix a été érigée à la gloire de Dieu, par dévotion de Delle Alix d'Avout le 9 octobre 1823 ». La croix dite croix de Saint-Jean est située à 200 mètres sur la route de Tormancy, en contrebas du village, et porte l'inscription « Cette croix a été érigée par F. Mercier et Jean Bresson l'an 1805 ». Une croix du XVIIe siècle est située proche de la mairie ; un puits[Note 11] aujourd'hui disparu était à proximité. La croix de l'ancien cimetière, datant de 1724, a été placée, rue de l'Église près du clocher, sur la face sud.

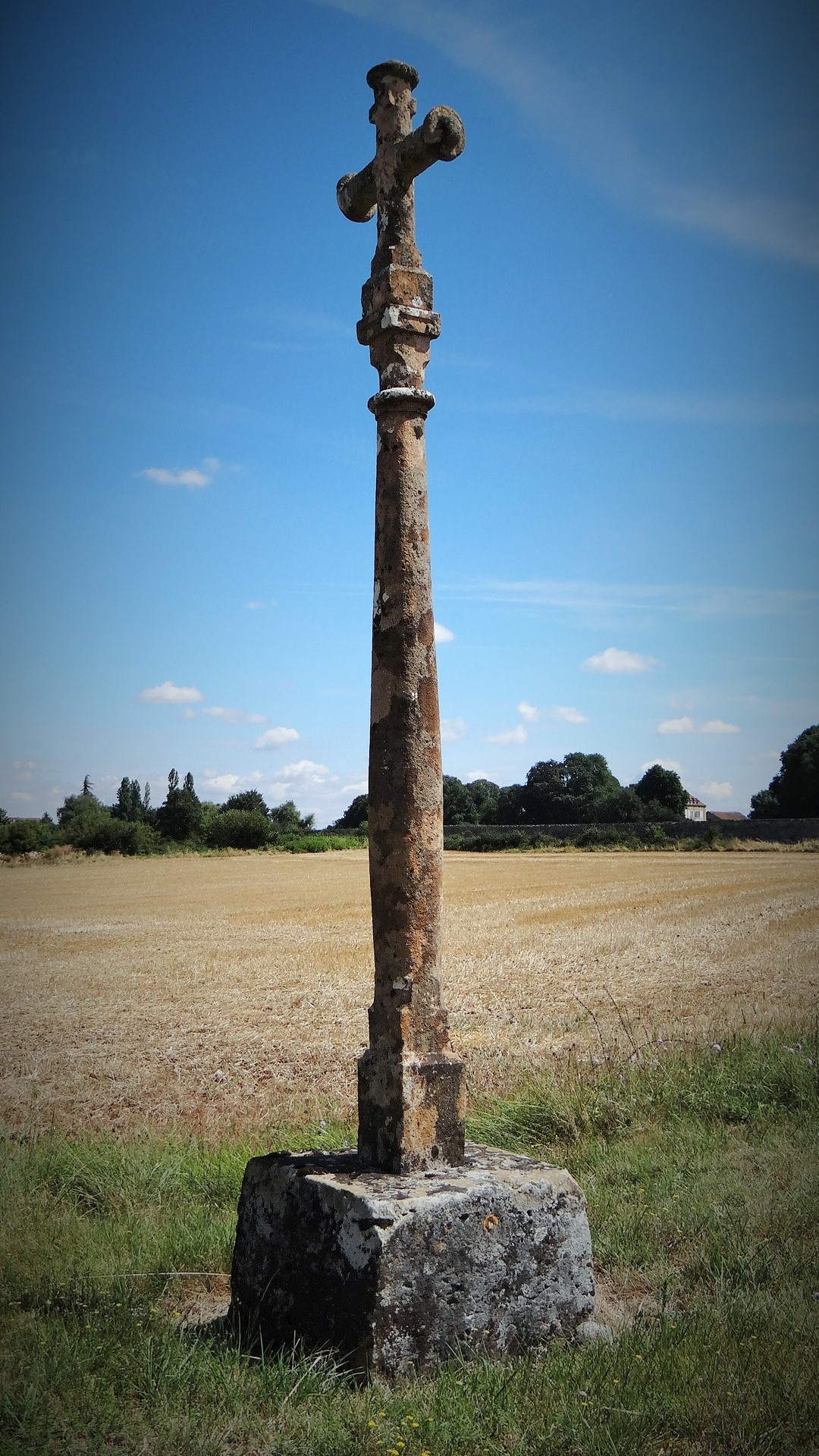
Croix Verte.
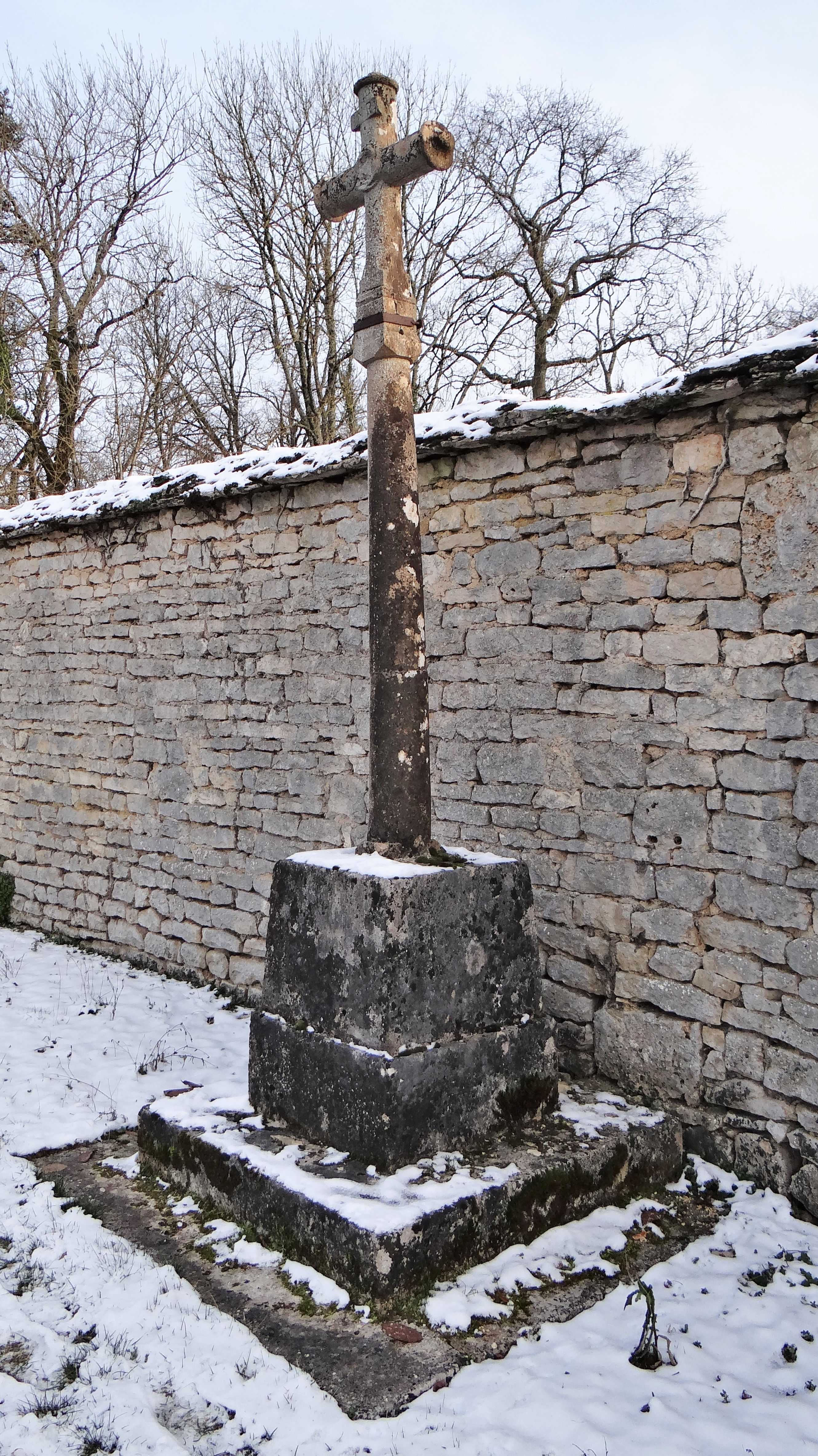
Croix près de la mare.
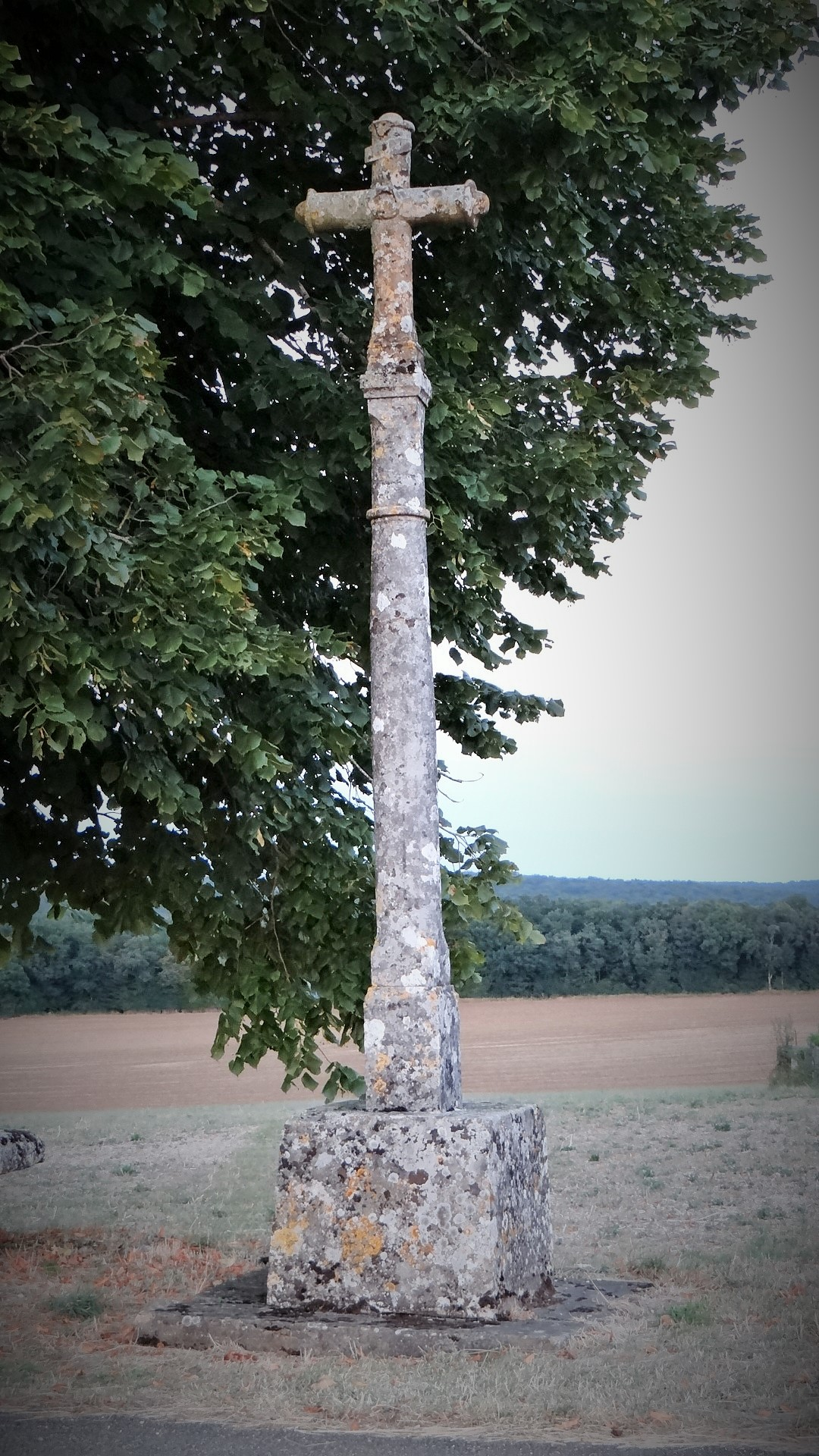
Croix du Mariolet.
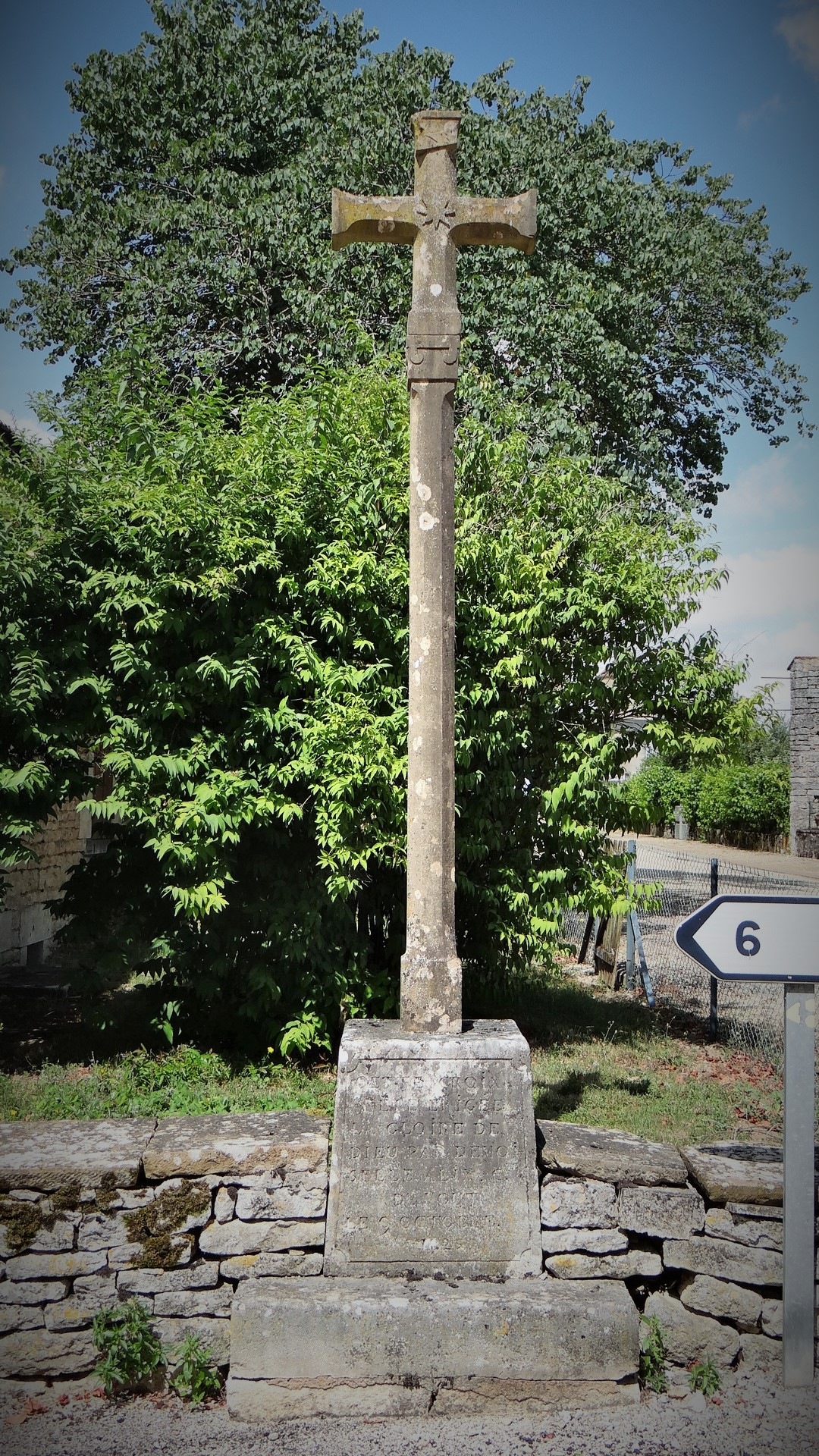
Croix routes de Sarry et Tormancy.
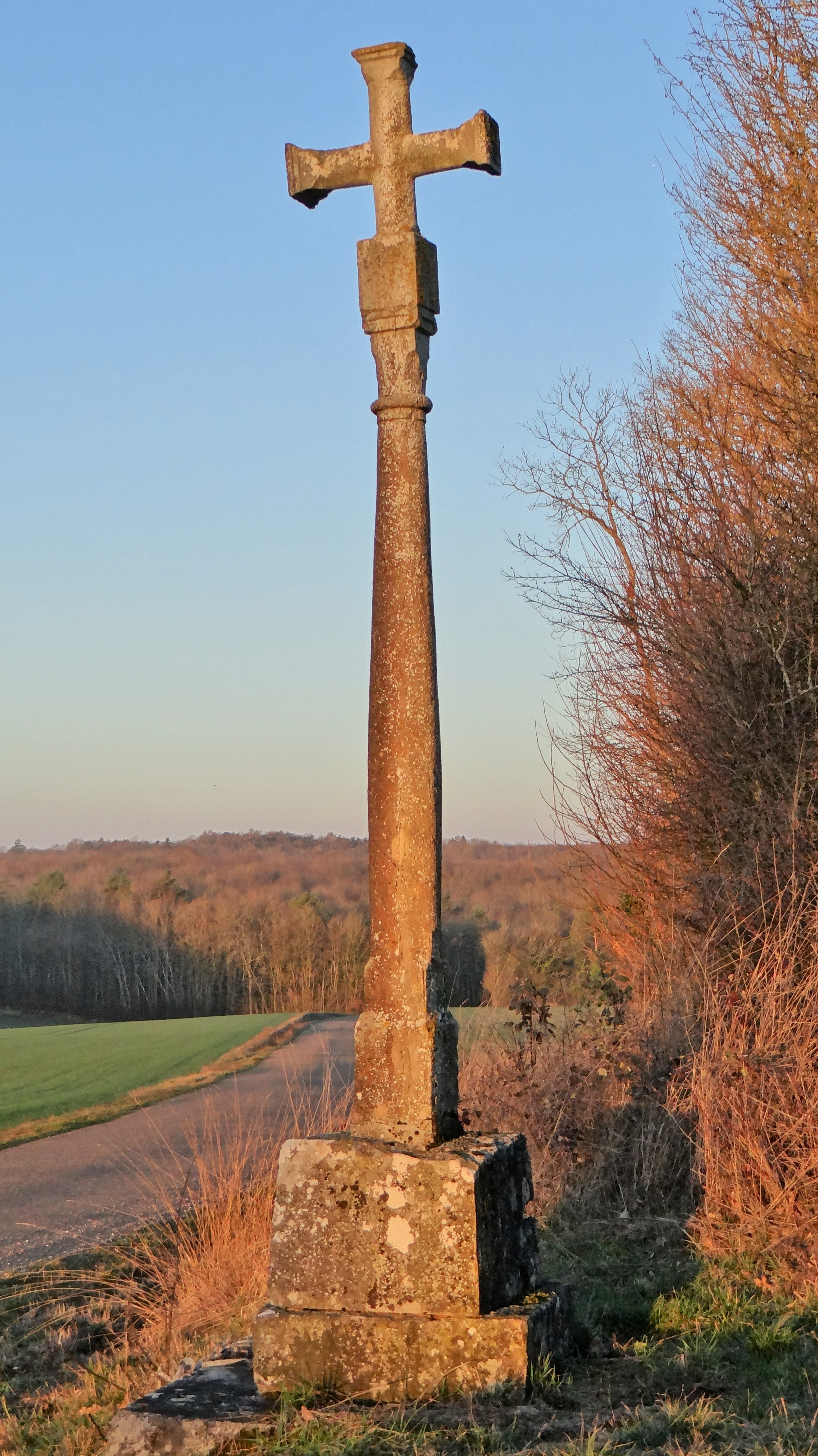
Croix de Saint-Jean.
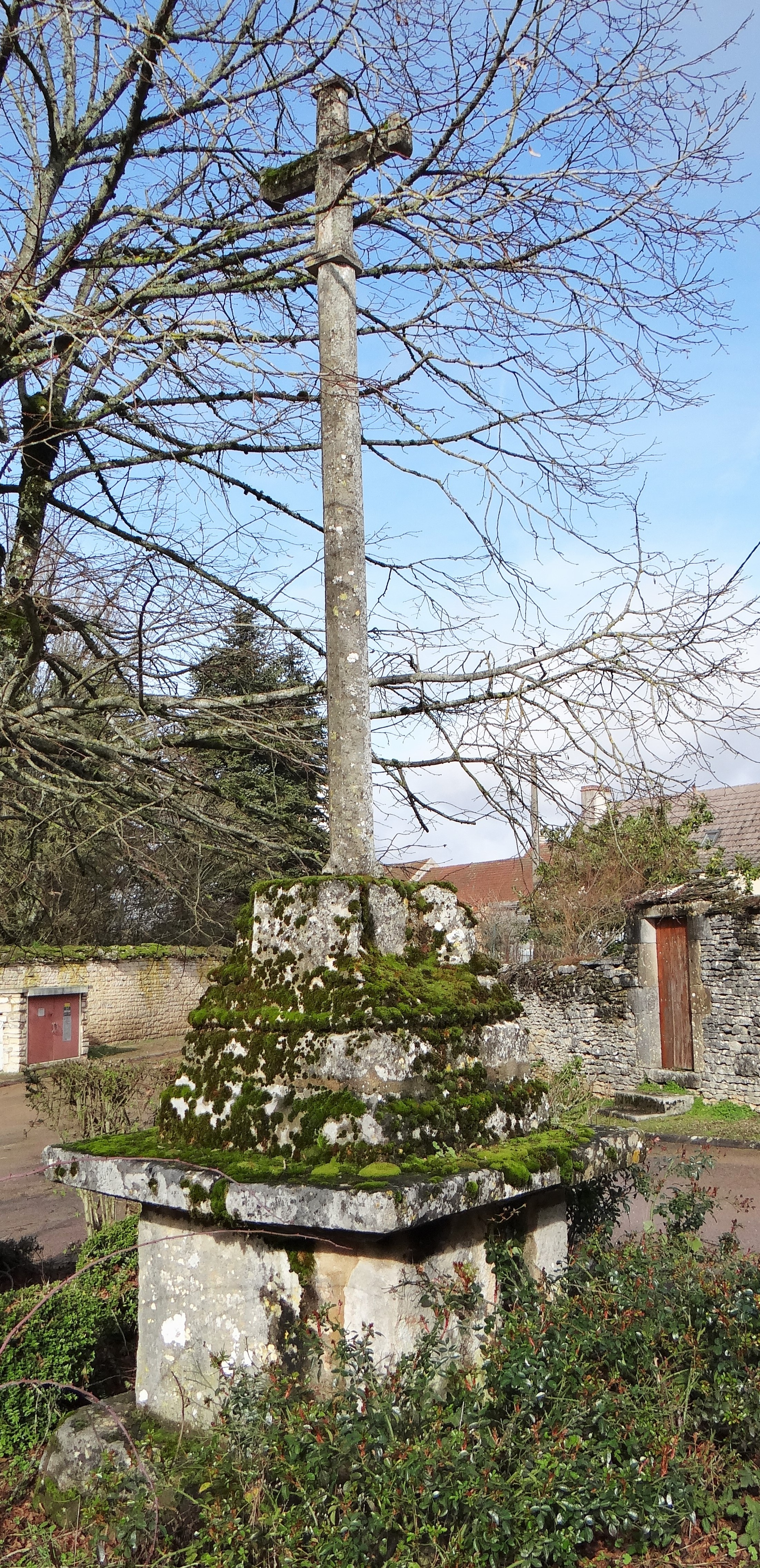
Croix près de la mairie.
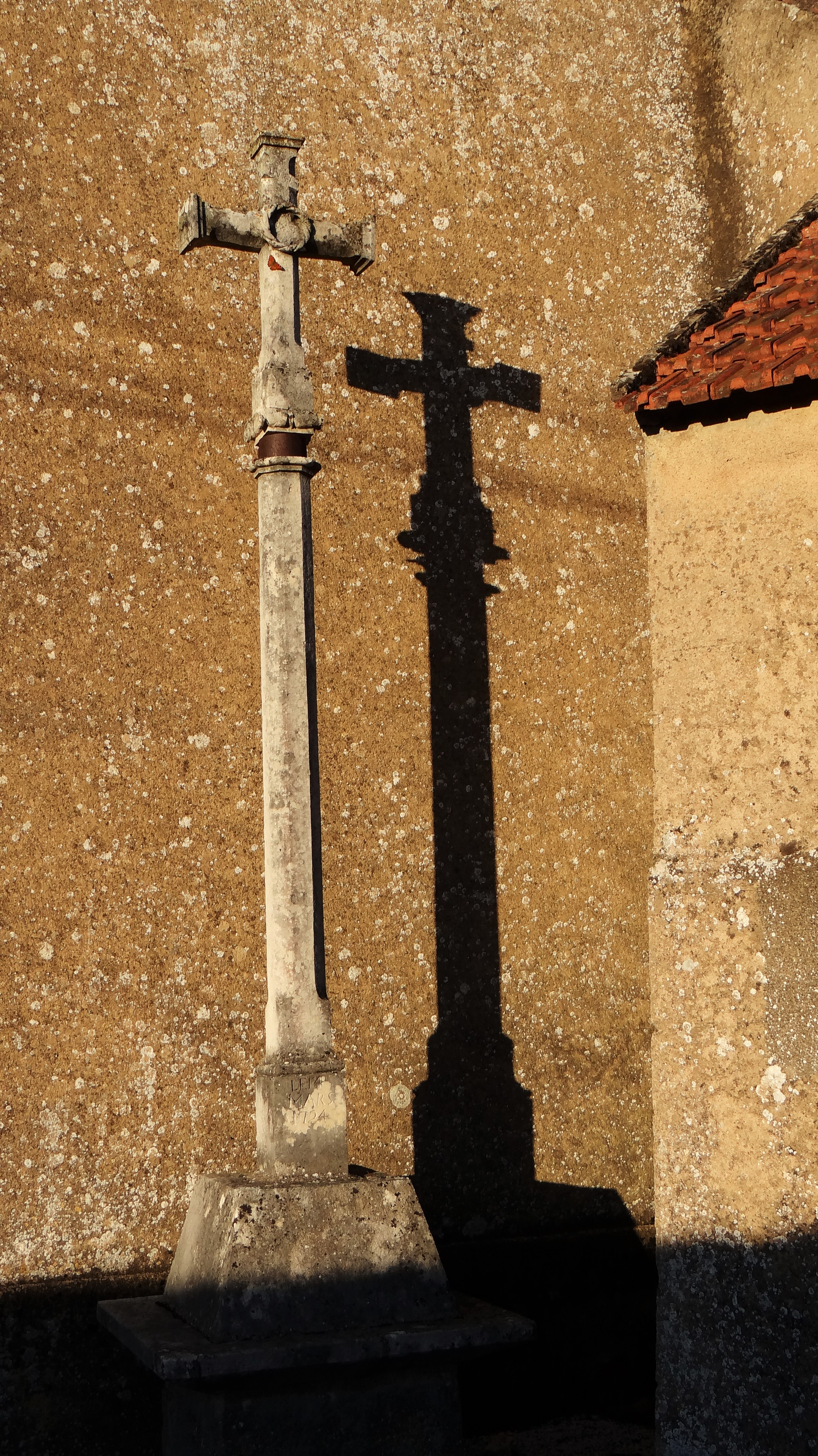
Croix près de l'église.

### Personnalités liées à la commune
- Louis Nicolas Davout[3] est né sur la commune le 10 mai 1770. Il fut l'un des plus fameux officiers généraux de l'histoire de France. Seul maréchal napoléonien à être resté invaincu. Une rue d'Annoux porte son nom.

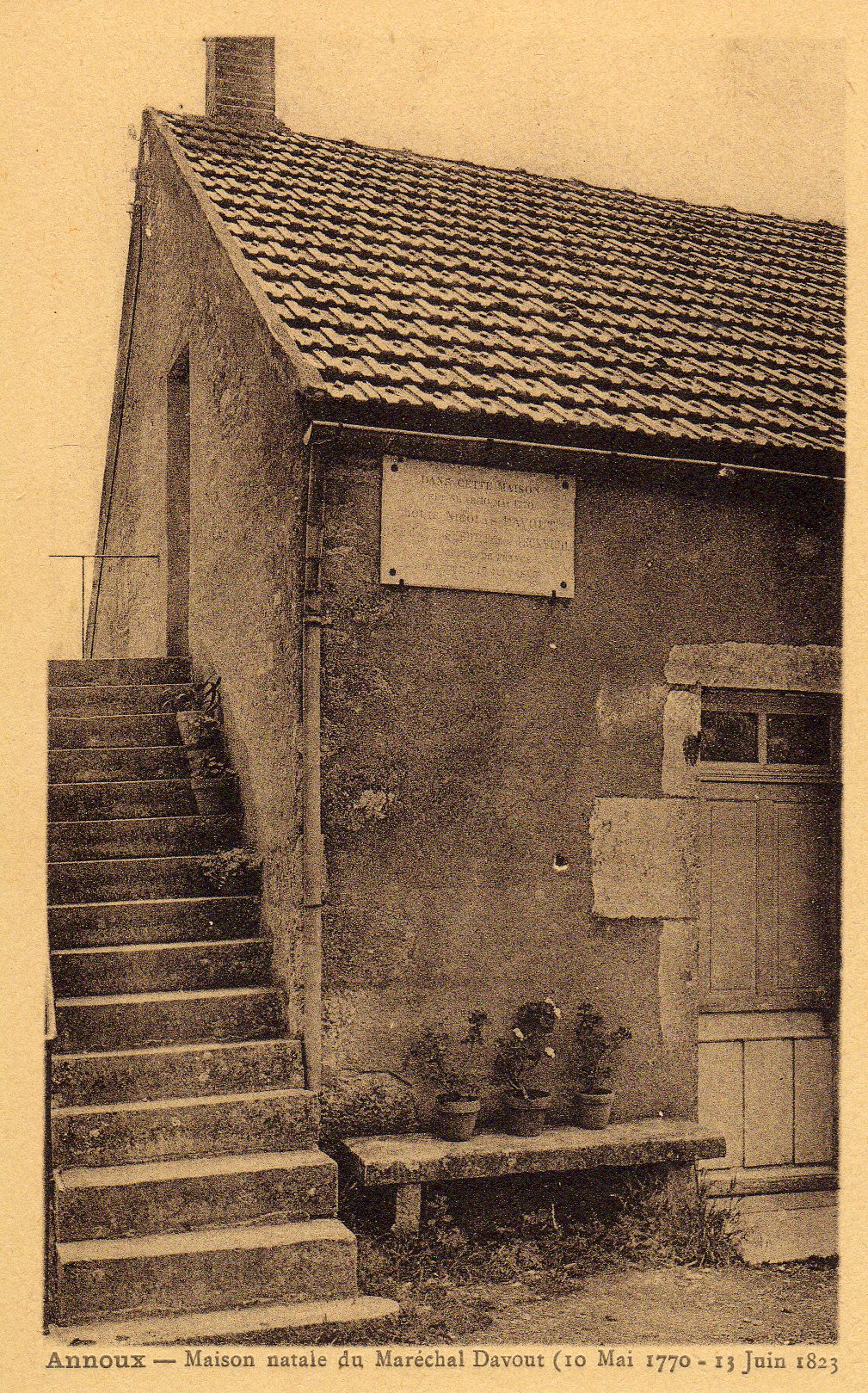
Maison natale du Maréchal Davout, 9 rue du Mariolet.
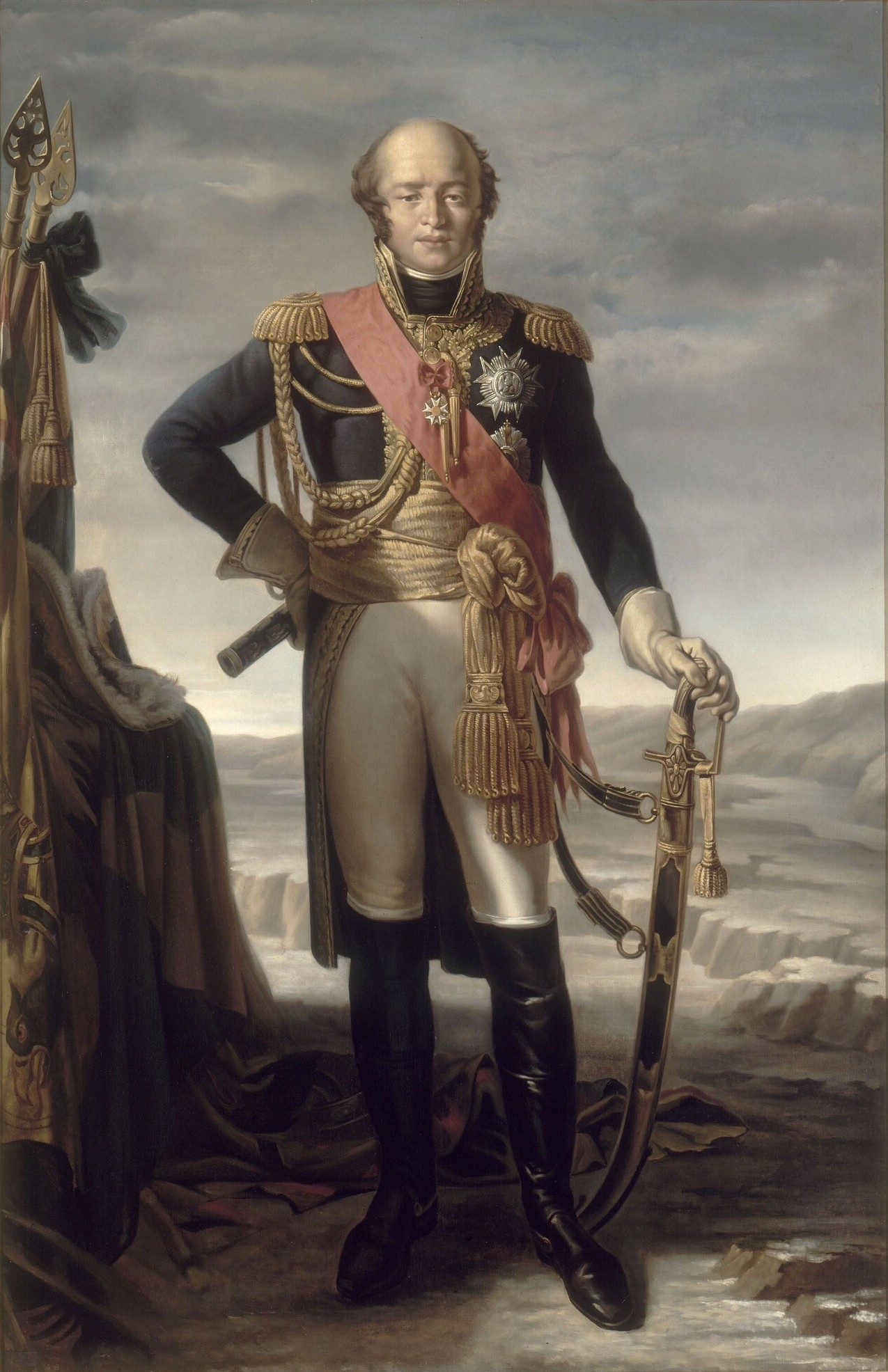
Le maréchal Louis-Nicolas Davout, par Tito Marzocchi de Bellucci, d'après Claude Gautherot.

- André-François Durand, chanoine honoraire, curé d'Annoux (1900 - 1985) : nommé prêtre à Annoux le 15/09/1925, il y resta durant 60 ans jusqu'à sa mort (à l'exception des périodes de mobilisation durant la Seconde Guerre mondiale) ; conseiller municipal de son village de 1945 à 1974, grand résistant, médaille des blessés, Croix de guerre avec quatre citations, médaille de la résistance, chevalier de la Légion d'honneur (20 décembre 1950), féru d'histoire locale[4], créateur de nombreux vitraux dans la région dont ceux d'Annoux[34]. Une plaque a sa mémoire a été placée dans le chœur de l'église d'Annoux. La rue du presbytère où il vécut 60 ans a été renommée rue du Chanoine-Durand. Il repose dans le cimetière d'Annoux.

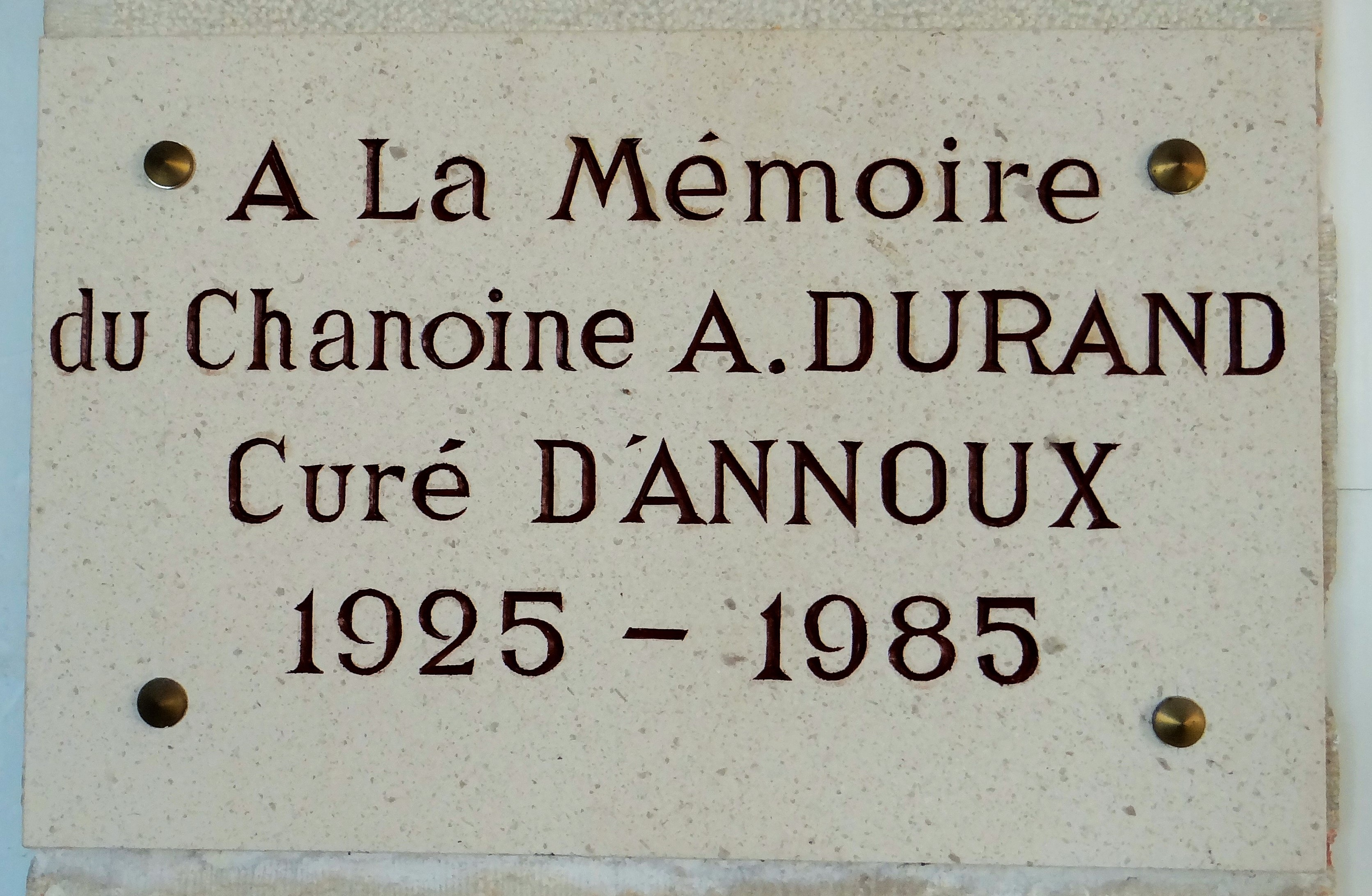
Plaque commémorative dans le choeur de l'église d'Annoux.
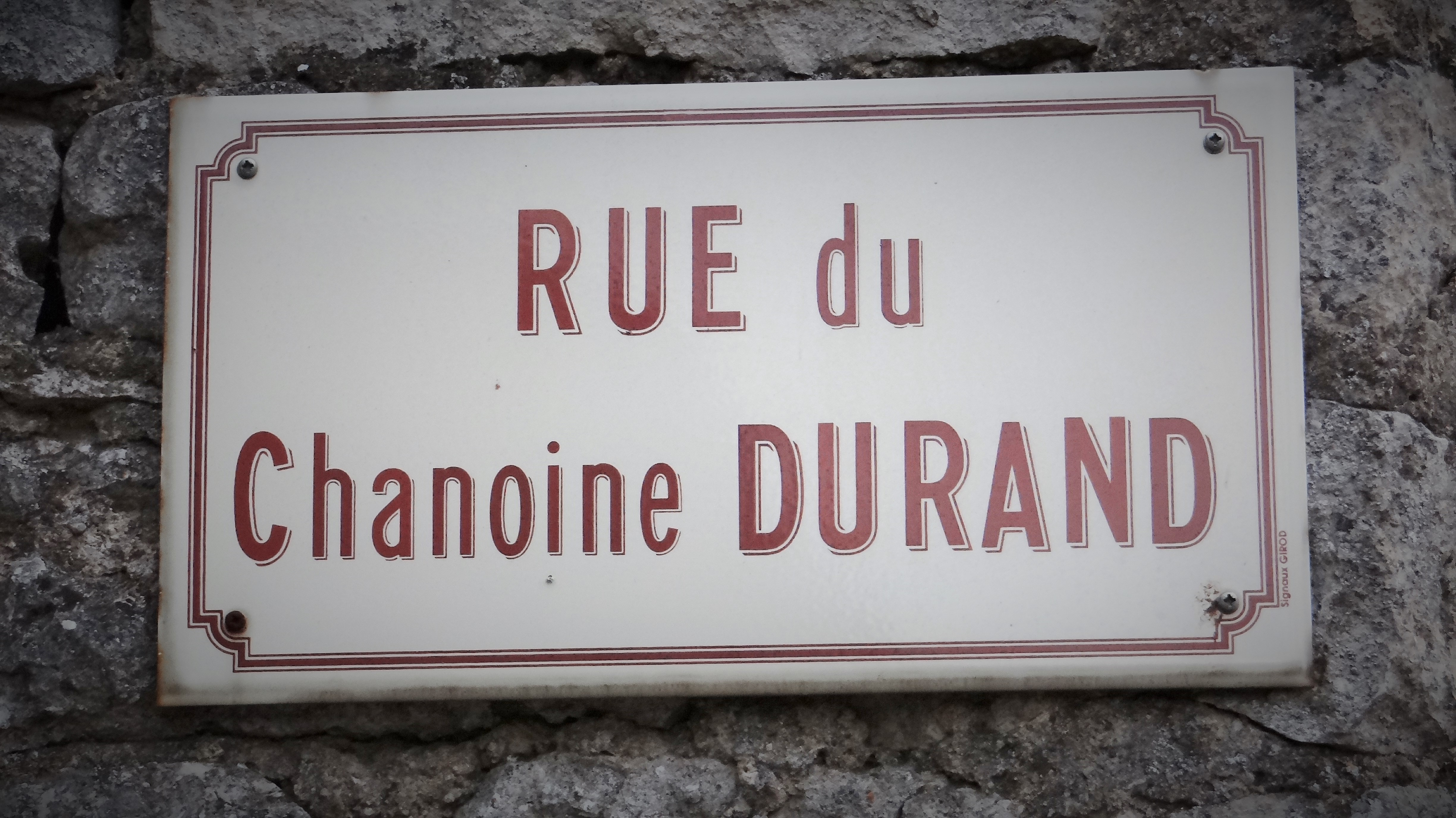
Rue d'Annoux.
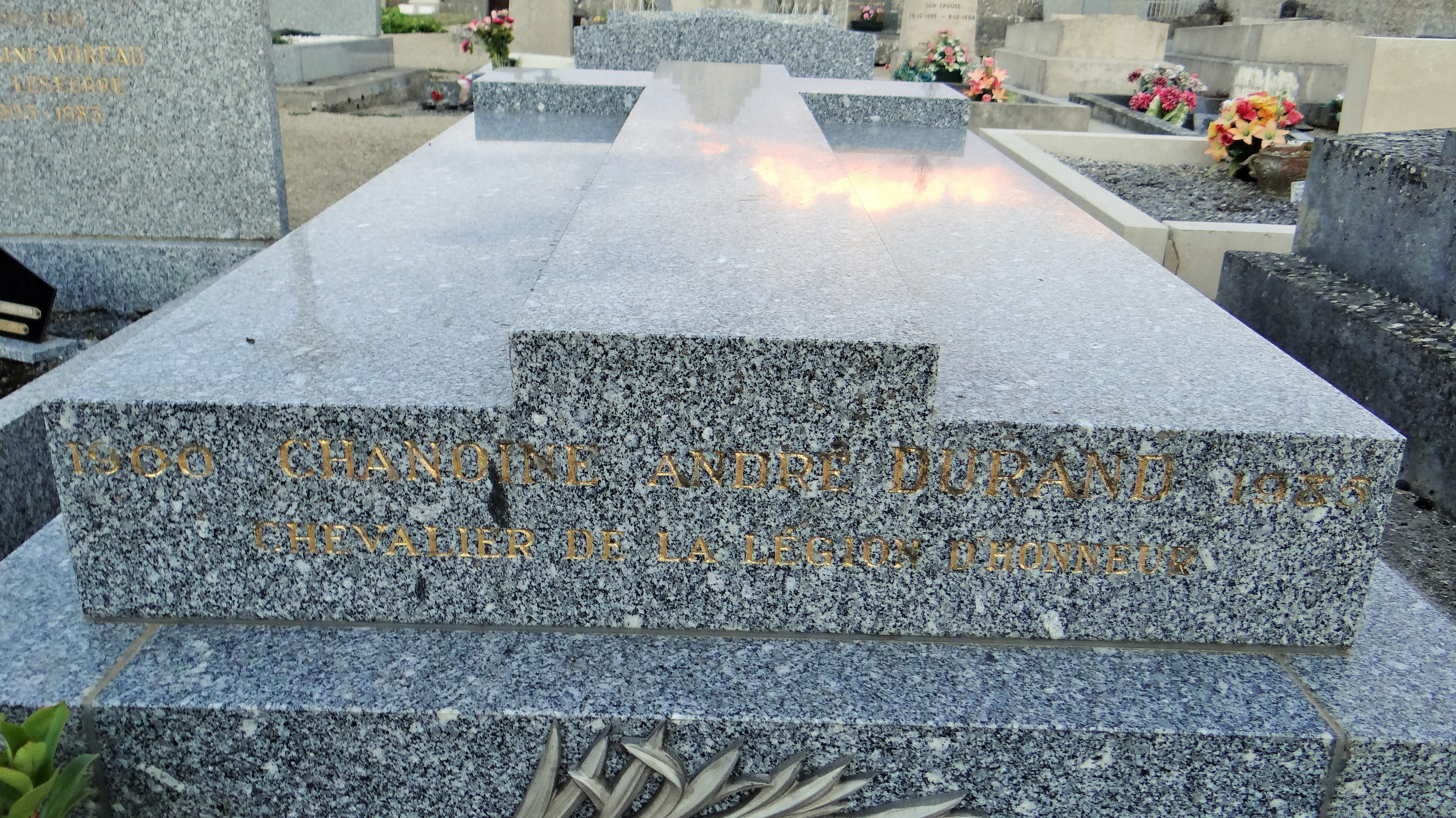
Tombe du Chanoine Durand dans le cimetière d'Annoux.

- Alberte Cunault née Bonnetat : médaillée militaire de la guerre 1939 – 1945 comme résistante de l’Yonne (Médaille du combattant volontaire de la résistance, Croix du combattant, Médaille de la reconnaissance de la Nation)[35].

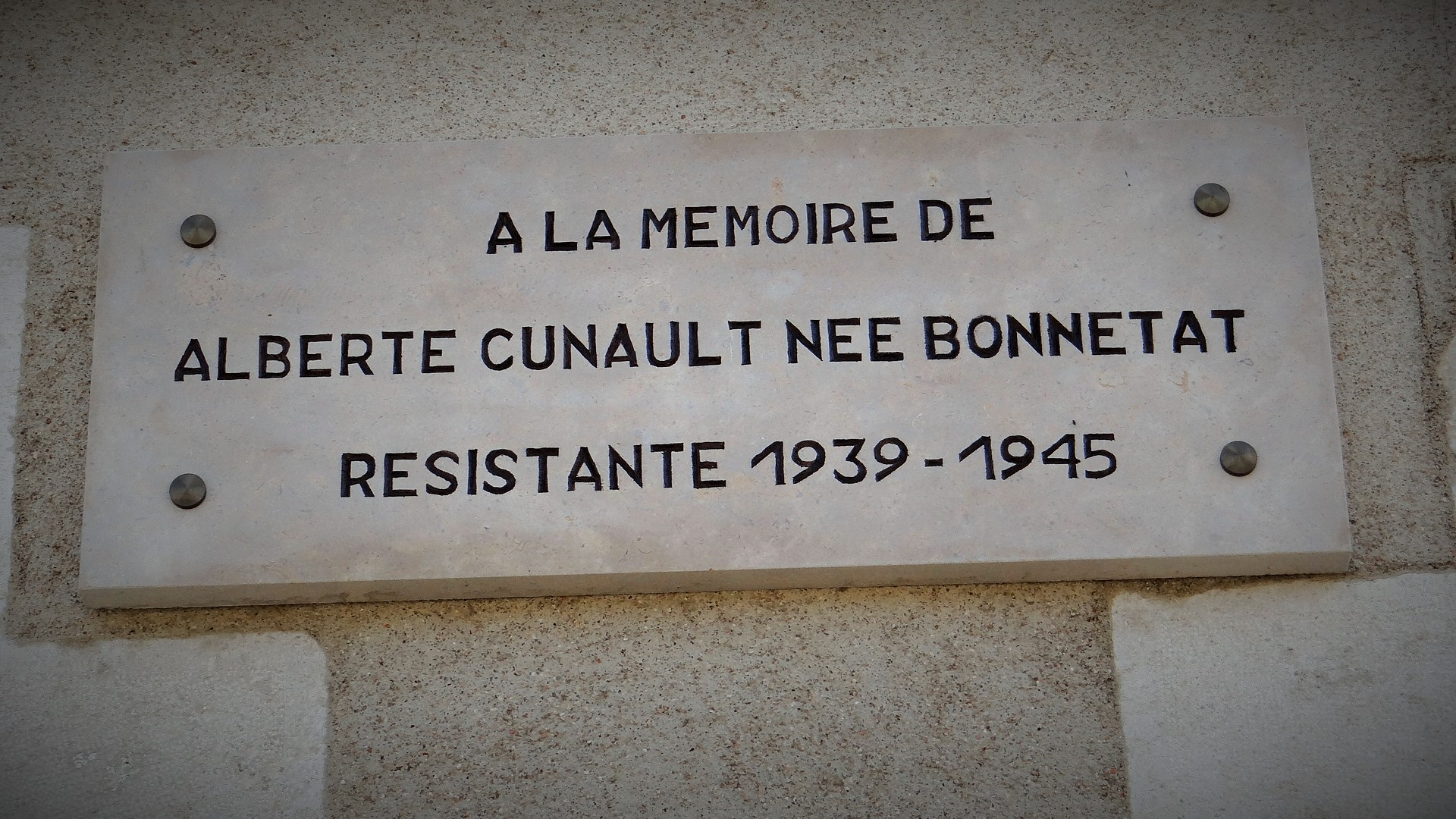
Plaque commémorative sur la façade de la Mairie d'Annoux.

## Pour approfondir